# Colúmbia Britânica
A Colúmbia Britânica (em inglês: British Columbia; em francês: Colombie-Britannique; informalmente conhecida como BC), é uma das dez províncias do Canadá. É a província mais ocidental do Canadá, localizada entre o oceano Pacífico e as Montanhas Rochosas. A Colúmbia Britânica é uma componente do Noroeste Pacífico e também da biorregião de Cascadia, juntamente com os estados americanos de Idaho, Oregon, Washington, Alasca e oeste de Montana. A Colúmbia Britânica é a terceira maior província do Canadá, tanto em área (desconsiderando os territórios) quanto em população, atrás somente do Ontário (província mais populosa do país) e do Quebec (maior província do país em área). A Colúmbia Britânica é a única das treze subdivisões canadenses que é banhada pelo oceano Pacífico. A província é comumente chamada de BC, que é a abreviação oficial de British Columbia.
Mais do que 60% da população da Colúmbia Britânica vive no sudoeste da província, nas regiões metropolitanas de Vancouver e de Vitória. Vancouver é a maior cidade da Colúmbia Britânica, e a sua região metropolitana é a terceira mais populosa do Canadá. Já Vitória, localizada na Ilha de Vancouver, é a capital da província e a 15ª maior região metropolitana do país.
A Colúmbia Britânica é conhecida por suas belezas naturais. Nenhuma outra província canadense possui mais parques e reservas naturais do que a Colúmbia Britânica. Suas praias, montanhas e parques atraem milhões de turistas anualmente. A economia do estado é baseada primariamente no turismo e no transporte - Vancouver é o maior polo portuário e o segundo maior centro aeroportuário do Canadá, além de ser um importante polo ferroviário. A indústria madeireira e a agricultura também são fontes de renda primárias da Colúmbia Britânica - a província produz mais de 60% de toda a madeira produzida no país.
Até 1846, a região de toda a Colúmbia Britânica fez parte, juntamente com os actuais Estados norte-americanos de Oregon, Idaho e Washington, do Oregon Country, um território britânico controlado pela Companhia da Baía de Hudson. A expansão americana em direcção ao Oeste fez com que surgissem atritos entre os britânicos e os americanos. Um tratado realizado em 1848 dividiu o Oregon Country, continuando usando o paralelo 49 como fronteira, com o norte do Oregon Country continuando sob controle britânico. Uma excepção foi a Ilha Vancouver, que continuou a ser administrado pelo Reino Unido segundo os termos do tratado, mesmo estando localizada ao sul do paralelo 49. Em 1870, a província foi admitida como a sexta província canadiana.

## Etimologia
O nome da província foi escolhido pela Rainha Vitória, quando a Colônia da Colúmbia Britânica (1858-1866), ou seja, "o Continente", tornou-se uma colônia britânica em 1858. O nome se refere ao Distrito de Columbia, o nome britânico para o território drenado pelo rio Columbia no sudeste da Colúmbia Britânica, e que também é homônimo do Tratado pré-Oregon. A Rainha Vitória escolheu o nome Colúmbia Britânica para distinguir o que era o setor britânico do Distrito de Columbia dos Estados Unidos ("Colúmbia Americana" ou "Colúmbia do Sul"), que se tornou o Território do Oregon em 8 de agosto de 1848, como resultado do tratado.
Em última análise, o "Colúmbia" no nome "Colúmbia Britânica" é derivado do nome do Columbia Rediviva, um navio americano que batizou o rio Columbia e mais tarde a região mais ampla. O "Columbia" no nome do navio Columbia Rediviva veio do nome Columbia para o Novo Mundo ou partes dele, uma referência a Cristóvão Colombo.

## História

### Era pré-colonial
A área que agora é conhecida como Colúmbia Britânica é e foi o lar de vários grupos das Primeiras Nações que têm uma história profunda e com um número significativo de línguas e culturas indígenas. Existem mais de 200 nações indígenas em BC. Antes do contato (com pessoas não-aborígenes), a história humana na área é conhecida a partir de histórias orais de grupos das Primeiras Nações, investigações arqueológicas e de registros iniciais de exploradores que encontraram sociedades humanas no início do período.
A chegada dos paleoíndios de Beringia ocorreu entre 20 000 e 12 000 anos atrás. Famílias de caçadores-coletores foram a principal estrutura social de 10 000 a 5 000 anos atrás. A população nômade vivia em estruturas não-permanentes, buscando porcos, frutas e raízes comestíveis, enquanto caçava e capturava animais para comer e fazer vestimentas com as peles. Há cerca de 5 000 anos, grupos individuais começaram a se concentrar nos recursos disponíveis para eles localmente. Assim, com o passar do tempo, há um padrão de crescente generalização regional com um estilo de vida mais sedentário. Essas populações indígenas evoluíram ao longo dos próximos 5 000 anos em uma grande área em muitos grupos com tradições e costumes compartilhados.
A noroeste da província estão os povos de línguas na-dene, que incluem os povos de línguas atabascanas e os Tlingit, que viviam nas ilhas do sul do Alasca e do norte da Colúmbia Britânica. Acredita-se que o grupo linguístico na-dene esteja ligado às línguas ienisseianas da Sibéria. Os povos dene do ártico ocidental pode representar uma onda distinta de migração da Ásia para a América do Norte. O Interior da Colúmbia Britânica era o lar de indígenas que falavam língua do grupo linguístico da línguas salishanas, como os grupos de língua shuswap, okanagan e atabascanas, principalmente os grupos de língua dakelh e o tsilhqot'in. As enseadas e vales da costa da Colúmbia Britânica abrigavam populações grandes e distintas, como os haida, os kwakwaka'wakw e os nuu-chah-nulth, sustentados por quantidades abundantes de salmão e marisco da região. Esses povos desenvolveram culturas complexas, dependentes da madeira do cedro vermelho ocidental, que usava para construir casas de madeira, baleeiros de mar, canoas de guerra, potlatches e totens elaboradamente esculpidos.
O contato com os europeus trouxe uma série de epidemias de doenças devastadoras da Europa que os indígenas não tinham imunidade. O resultado foi um dramático colapso populacional, culminando no surto de varíola de 1862 em Vitória que se espalhou por toda a costa da província. A colonização europeia não foi um bom presságio para a população nativa remanescente da Colúmbia Britânica. Os oficiais coloniais consideraram que os colonos poderiam fazer melhor uso da terra do que os povos das Primeiras Nações, e assim o território seria propriedade dos colonos. Para garantir que os colonos pudessem se estabelecer adequadamente e fazer uso da terra, as Primeiras Nações foram realocadas à força para reservas, que muitas vezes eram pequenas demais para sustentar seu modo de vida. Na década de 1930, a Columbia Britânica tinha mais de 1 500 reservas indígenas.

### Era colonial
Os britânicos, durante o período colonial, espalharam-se pelo mundo reivindicando territórios e construindo o Império Britânico. Terras agora conhecidas como parte da Colúmbia Britânica foram adicionadas ao império durante o século XIX. Originalmente estabelecida sob os auspícios da Companhia da Baía de Hudson, foram estabelecidas colônias (Ilha de Vancouver e no continente) que foram fundidas e, em seguida, entraram na Confederação como Colúmbia Britânica em 1871 como parte do Domínio do Canadá.
Durante a década de 1770, a varíola matou pelo menos 30% das Primeiras Nações do Pacífico Noroeste. Esta epidemia devastadora foi a primeira de uma série, onde a Grande Epidemia de Varíola de 1862 matou 50% da população nativa.

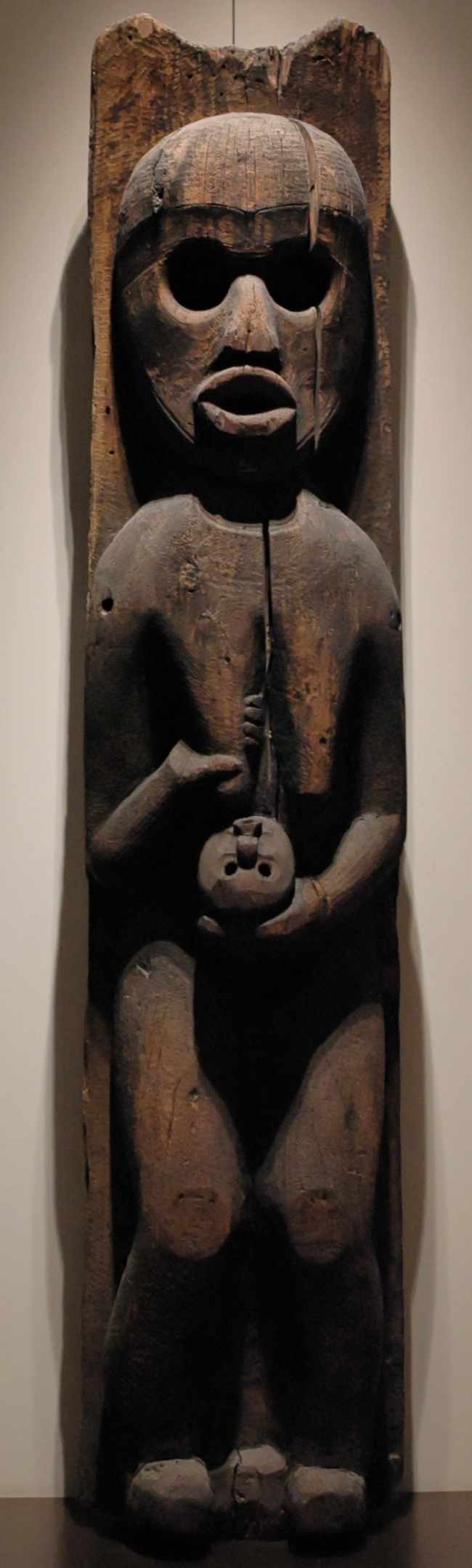
Totem feito pelos kwakwakaʼwakw

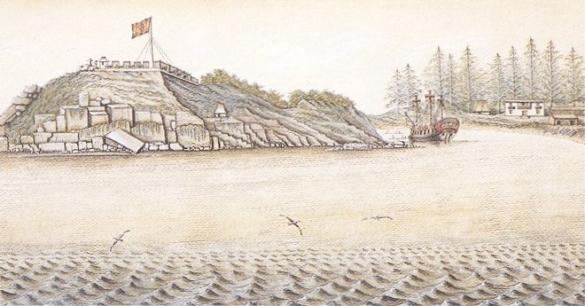
Forte espanhol San Miguel em Nootka em 1793

A chegada dos europeus começou por volta de meados do século XVIII, quando comerciantes de peles entraram na área para caçar lontras-marinhas. Enquanto se pensa que Sir Francis Drake pode ter explorado a costa colombiana britânica em 1579, foi Juan Pérez quem completou a primeira viagem documentada, que ocorreu em 1774. Juan Francisco de La Bodega y Quadra explorou a costa em 1775. Ao fazê-lo Pérez e Quadra reafirmaram a reivindicação espanhola pela costa do Pacífico, feita pela primeira vez por Vasco Núñez de Balboa em 1513.
As explorações de James Cook em 1778 e George Vancouver em 1792-93 estabeleceram a jurisdição britânica sobre a área costeira ao norte e oeste do rio Columbia. Em 1793, Sir Alexander Mackenzie foi o primeiro europeu a viajar pela América do Norte por terra até o Oceano Pacífico, inscrevendo em uma pedra para marcar sua conquista na costa de Dean Channel, perto de Bella Coola. Sua expedição teoricamente estabeleceu a soberania britânica para o interior, e uma sucessão de outros exploradores de comércio de pele mapeou o labirinto de rios e cordilheiras entre as pradarias canadenses e o Pacífico. Mackenzie e outros exploradores, principalmente John Finlay, Simon Fraser, Samuel Black e David Thompson, estavam preocupados principalmente em estender o comércio de peles, em vez de considerações políticas. Em 1794, pelo terceiro de uma série de acordos conhecidos como Convenções Nootka, a Espanha concedeu suas pretensões de exclusividade no Pacífico. Isso abriu o caminho para reivindicações formais e colonização por outros poderes, incluindo a Grã-Bretanha, mas por causa das Guerras Napoleônicas, houve pouca ação britânica sobre suas reivindicações na região até mais tarde.
O estabelecimento de postos comerciais sob os auspícios da Companhia do Noroeste e da Companhia da Baía de Hudson (HBC), efetivamente estabeleceu uma presença britânica permanente na região. O Distrito de Columbia foi amplamente definido como sendo ao sul de 54°40' de latitude norte, (limite sul da América Russa), ao norte da Califórnia controlada pelo México e a oeste das Montanhas Rochosas. Foi, pela Convenção Anglo-Americana de 1818, sob a "ocupação e uso conjunto" de cidadãos dos Estados Unidos e de súditos da Grã-Bretanha (isto é, as redes de comércio de peles). Esta co-ocupação terminou com o Tratado de Oregon de 1846.

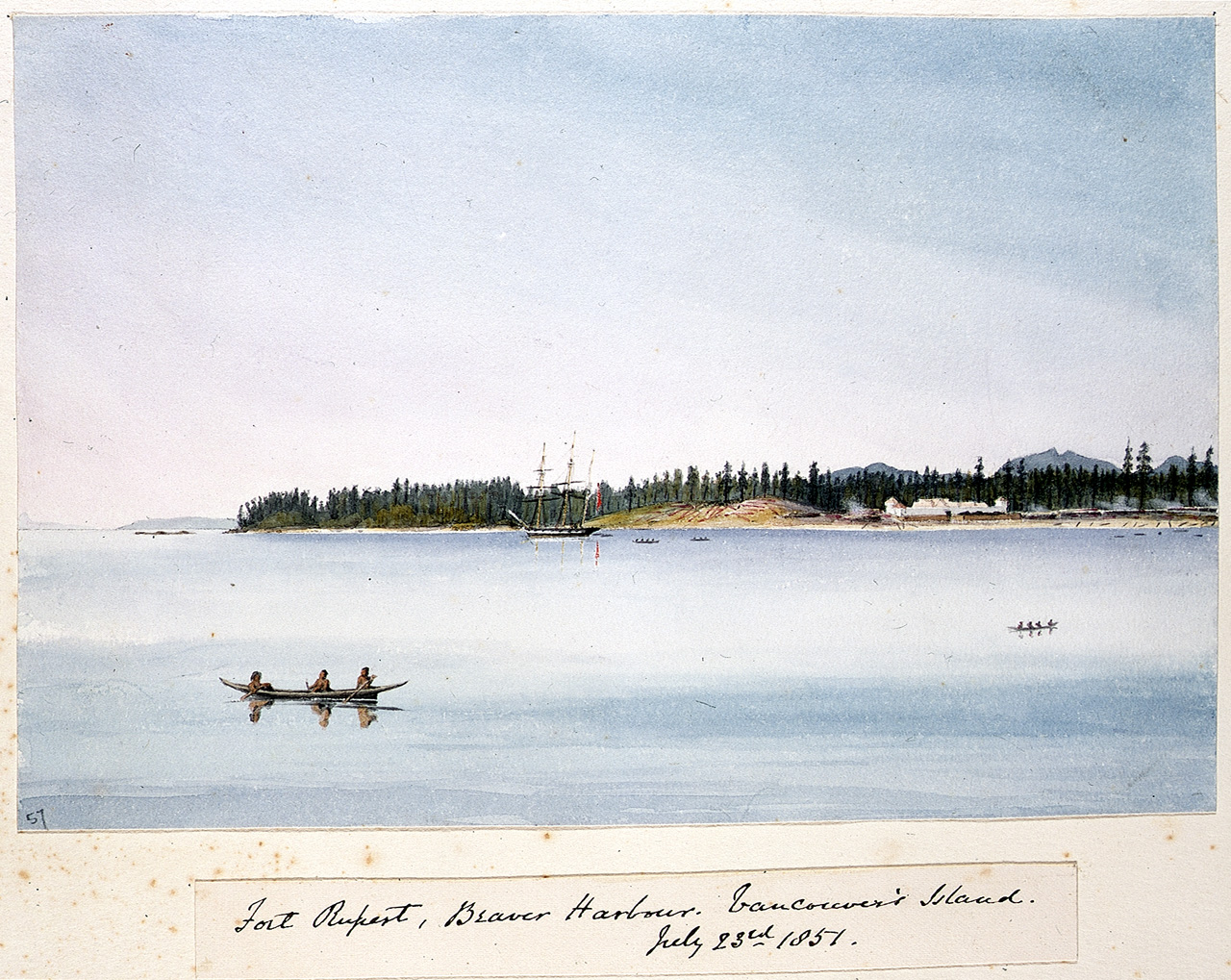
Fort Rupert, Ilha de Vancouver, 1851

Com a fusão das empresas de comércio de peles em 1821, a região que agora compreende a Colúmbia Britânica existia em três departamentos de comércio de pele. A maior parte do interior central e norte foi organizada no distrito da Nova Caledônia, administrado a partir do Forte St. James. O interior sul da bacia hidrográfica do rio Thompson e ao norte da Columbia foi organizado no Distrito de Columbia, administrado a partir do Forte Vancouver, no baixo rio Columbia. O canto nordeste da província a leste das Montanhas Rochosas, conhecido como o Bloco do Rio da Paz, foi anexado ao muito maior Distrito de Athabasca, com sede no Fort Chipewyan, na atual Alberta.
Até 1849, esses distritos eram uma área totalmente desorganizada da América do Norte Britânica sob a jurisdição de facto dos administradores da Companhia da Baía de Hudson. Diferentemente da Terra de Rupert, ao norte e ao leste, o território não era uma concessão para a empresa. Pelo contrário, foi simplesmente concedido o monopólio do comércio com os habitantes das Primeiras Nações. Tudo isso foi mudado com a extensão da exploração americana para o oeste e as concomitantes alegações de sobreposição de soberania territorial, especialmente na bacia do sul de Columbia (atualmente Washington e Oregon). Em 1846, o Tratado de Oregon dividiu o território ao longo do paralelo 49 ao Estreito de Geórgia, com a área ao sul desta fronteira (excluindo a Ilha de Vancouver e as Ilhas do Golfo) transferida para a única soberania americana. A Colônia da Ilha de Vancouver foi criada em 1849, com Vitória designada como a capital. A Nova Caledônia, como todo o continente, e não apenas o Interior do centro-norte veio a ser chamado, continuou a ser um território desorganizado da América do Norte Britânica, "administrado" por gerentes individuais de postos de comércio da Companhia da Baía de Hudson.

### Desenvolvimento

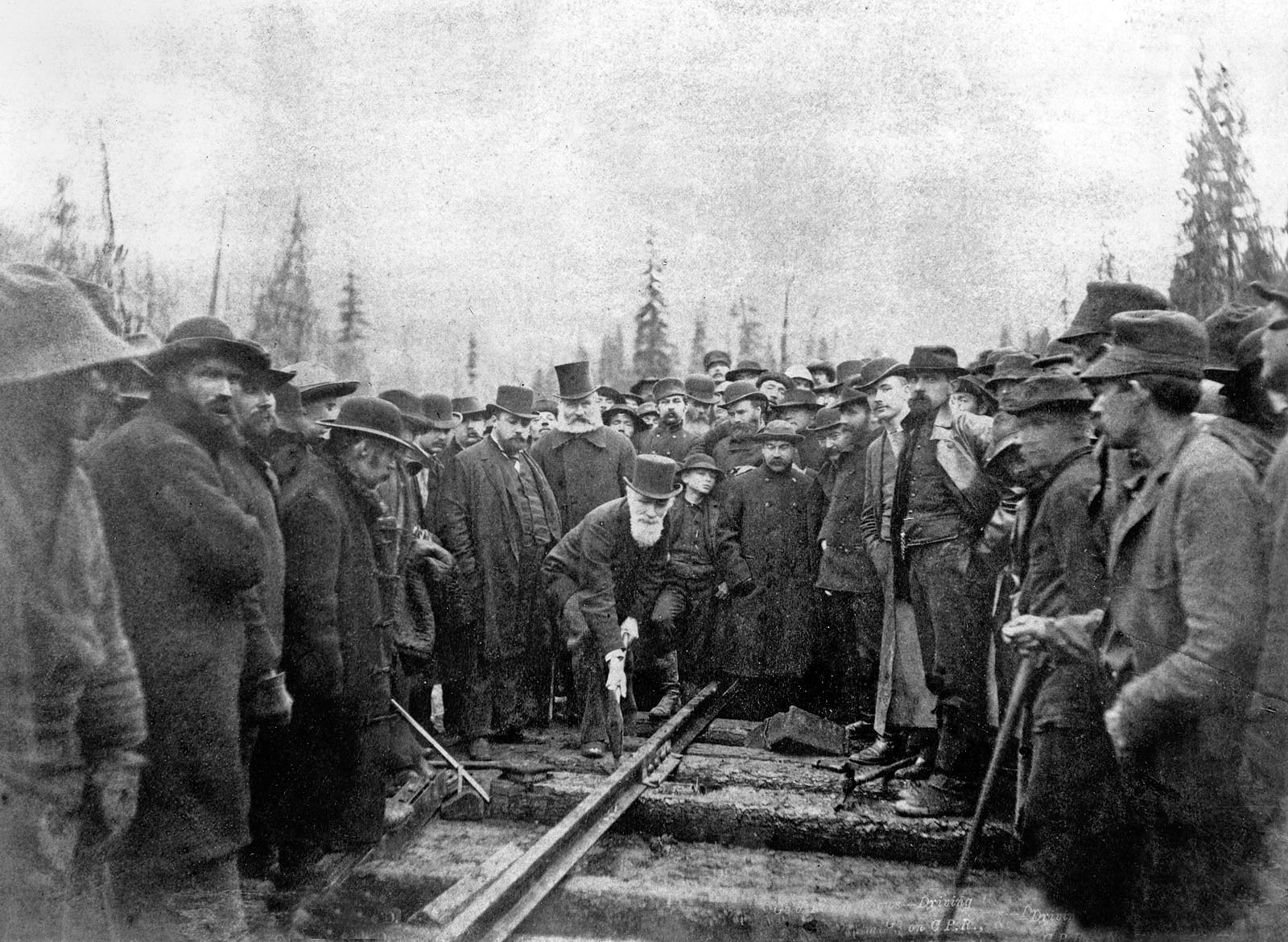
Lorde Strathcona na última parte da Canadian Pacific Railway, em Craigellachie, em 7 de novembro de 1885. A conclusão da ferrovia transcontinental foi uma condição para BC entrar na Confederação Canadense.

A Liga das Confederações, incluindo figuras como Amor De Cosmos, John Robson e Robert Beaven, liderou o coro pressionando para que a colônia se juntasse ao Canadá, que fora criada a partir de três colônias britânicas na América do Norte em 1867 (Província do Canadá, Nova Escócia e Novo Brunswick). Vários fatores motivaram essa agitação, incluindo o medo da anexação aos Estados Unidos, a dívida esmagadora criada pelo rápido crescimento populacional, a necessidade de serviços financiados pelo governo para sustentar essa população e a depressão econômica causada pelo fim da corrida do ouro.

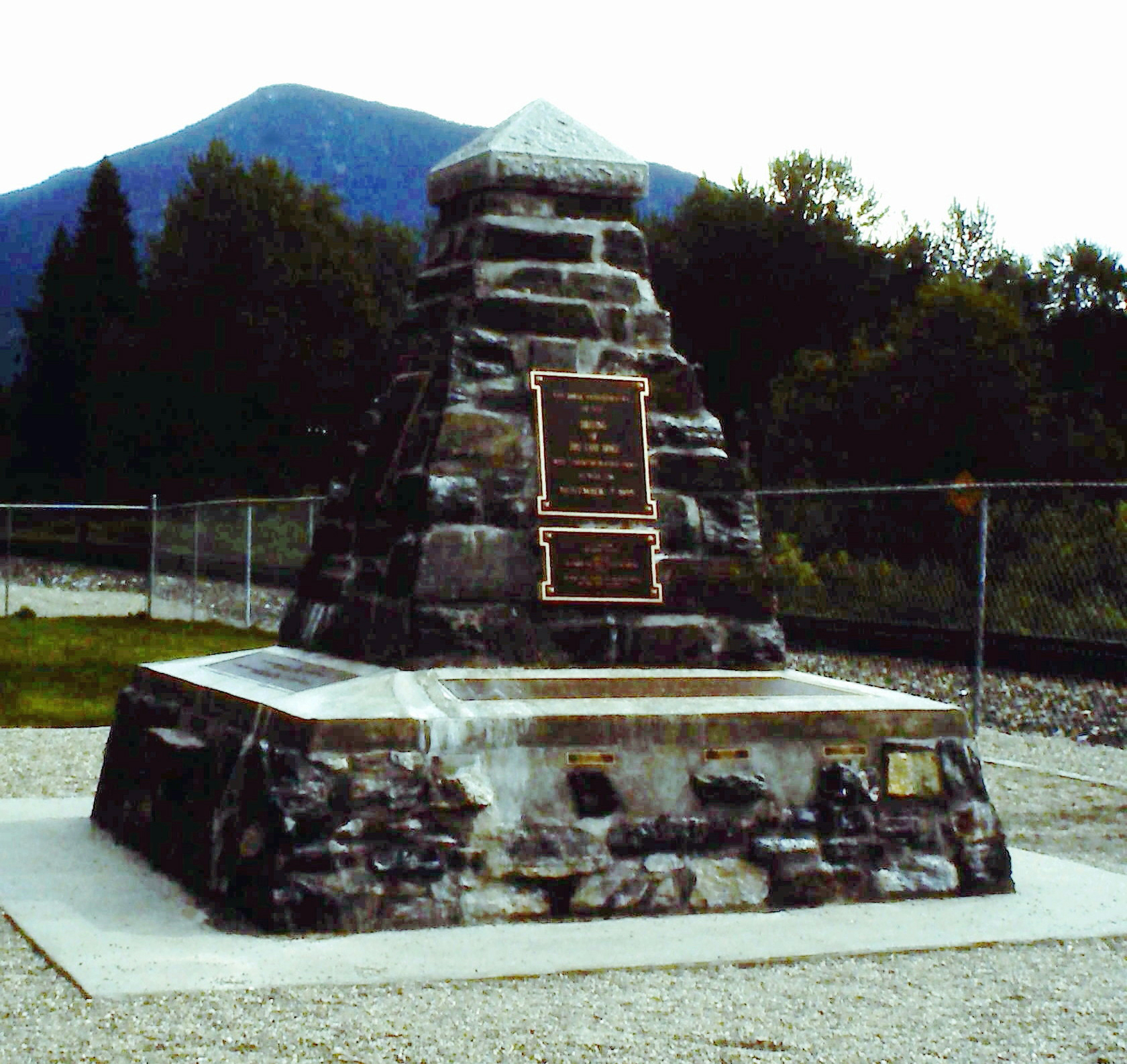
Memorial "Last spike" em Craigellachie

Com o acordo do governo canadense de estender a Canadian Pacific Railway até a Colúmbia Britânica e assumir a dívida da colônia, a Colúmbia Britânica se tornou a sexta província a se juntar à Confederação Canadense em 20 de julho de 1871. As fronteiras da província não estavam completamente estabelecidas. O Tratado de Washington enviou a disputa sobre a Guerra do Porco das Ilhas San Juan para a arbitragem em 1871 e em 1903, o território da província encolheu novamente depois que a disputa fronteiriça do Alasca estabeleceu a vaga fronteira do Panhandle do Alasca.
A população na Colúmbia Britânica continuou a se expandir à medida que os setores de mineração, silvicultura, agricultura e pesca da província foram desenvolvidos. A agricultura atraiu colonos para o fértil vale Fraser, e os fazendeiros de gado e os fruticultores chegaram aos campos mais secos da área do rio Thompson, o Cariboo, o Chilcotin e o Okanagan. A silvicultura atraía trabalhadores para as exuberantes florestas tropicais temperadas da costa, que também era o local de uma pescaria em crescimento.
A conclusão da Canadian Pacific Railway em 1885 houve um enorme impulso para a economia da província, facilitando o transporte de recursos consideráveis da região para o leste do Canadá. A cidadezinha de Granville, conhecida como Gastown, perto da foz da Burrard Inlet, foi selecionada como o término da ferrovia, levando à incorporação da cidade como Vancouver em 1886. A conclusão do porto de Vancouver estimulou o rápido crescimento e, em menos de cinquenta anos a cidade superou Winnipeg, na província de Manitoba, como a maior do oeste do Canadá. As primeiras décadas da província foram aquelas em que as questões do uso da terra - especificamente, seu assentamento e desenvolvimento - eram primordiais. Isso incluiu a expropriação dos povos das Primeiras Nações de suas terras, controle sobre seus recursos, bem como a capacidade de comercializar alguns recursos (como peixes).

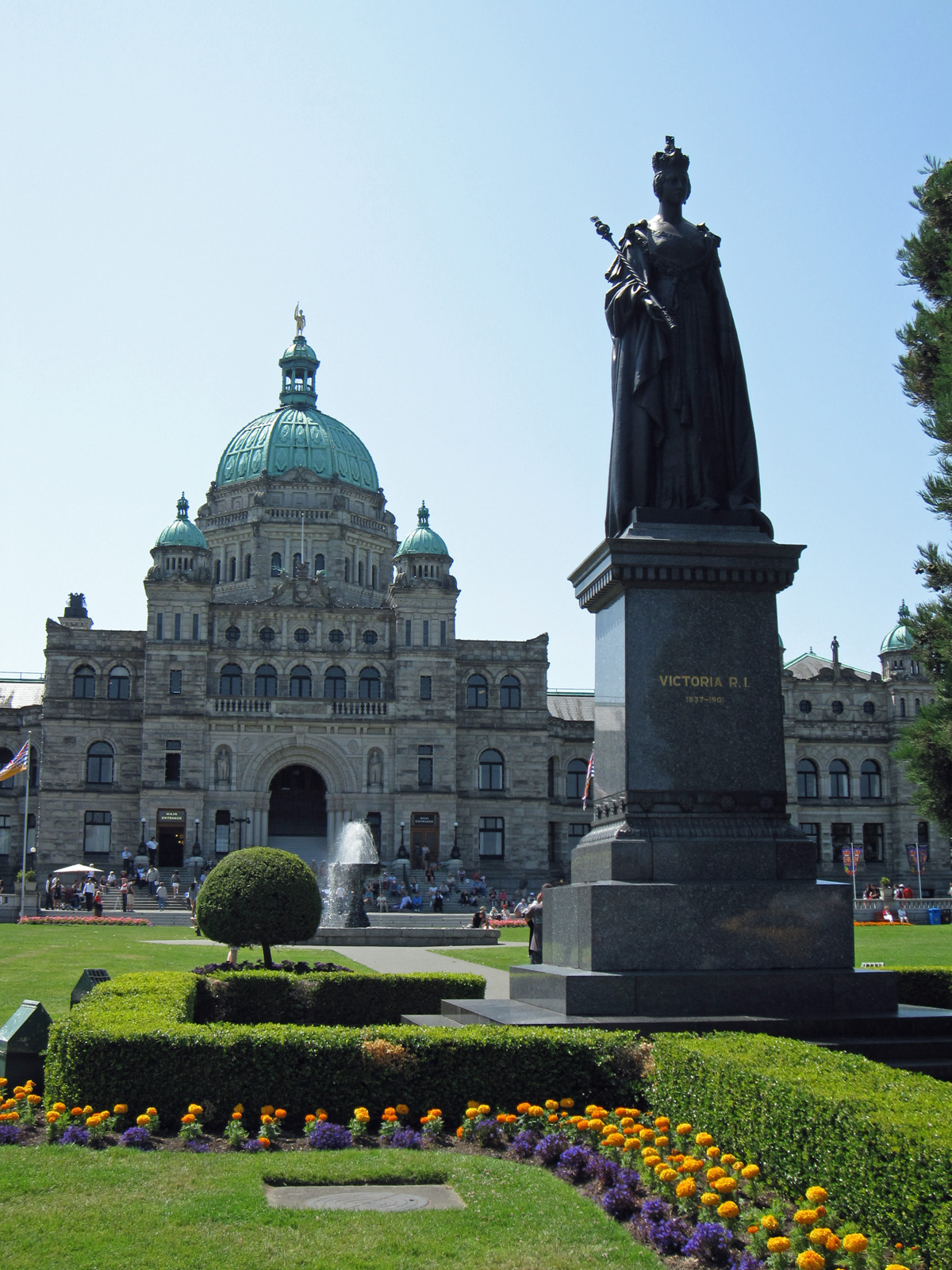
Estátua da Rainha Vitória na parte de fora do Edifício Legislatibo da Colúmbia Britânica, em Vitória.

Estabelecer uma força de trabalho para desenvolver a província foi problemático desde o início, e a Colúmbia Britânica foi o ponto da imigração da Europa, China, Japão e Índia. O influxo de uma população não-caucasiana estimulou o ressentimento dos grupos étnicos dominantes, resultando em agitação (grande parte de sucesso) para restringir a capacidade dos povos asiáticos de imigrar para a Colúmbia Britânica através da imposição de um imposto per capita. Esse ressentimento culminou em ataques de massa contra imigrantes chineses e japoneses em Vancouver em 1887 e 1907. O subsequente incidente de Komagata Maru em 1914, onde centenas de indianos foram impedidos de entrar em Vancouver, também foi um resultado direto do ressentimento antiasiático na época. Em 1923, quase toda a imigração chinesa havia sido bloqueada, exceto para comerciantes, profissionais, estudantes e investidores.
Enquanto isso, a província continuou a crescer. Em 1914, a última parte de uma segunda linha ferroviária transcontinental, a Grand Trunk Pacific, ligando o centro-norte da Colúmbia Britânica do Yellowhead Pass passando por Prince George até Prince Rupert, foi finalizada em Fort Fraser. Isso abriu o litoral norte e a região do Vale Bulkley a novas oportunidades econômicas. O que antes era quase exclusivamente uma economia de comércio e subsistência de peles logo se tornou um ponto para a silvicultura, agricultura e mineração.
Na Primeira Guerra Mundial, a província respondeu fortemente ao chamado para ajudar o Império Britânico contra seus inimigos alemães nos campos de batalha franceses e belgas. Cerca de 55 570 dos 400 000 residentes de BC, a maior taxa per capita do Canadá, responderam às necessidades militares. Cavaleiros da região do interior da província e soldados das Primeiras Nações fizeram contribuições para Vimy Ridge e outras batalhas. Cerca de 6 225 homens da província morreram em combate.

### Década de 1990 ao presente
Johnston perdeu a eleição geral de 1991 para o Novo Partido Democrata (NDP), sob a liderança de Mike Harcourt, ex-prefeito de Vancouver. A criação sem precedentes de novos parques e áreas protegidas do NDP foi popular e ajudou a impulsionar o crescente setor de turismo da província. No entanto, a economia continuou a lutar contra o plano de fundo de uma economia de recursos fraca. Início da habitação e um setor de serviços expandido viu o crescimento global ao longo da década, apesar da turbulência política. Harcourt acabou renunciando (um escândalo político envolvendo o afunilamento de recibos de bingos de caridade nos cofres do partido em certas corridas). Harcourt não estava implicado, mas ele renunciou, no entanto, a respeito de convenções constitucionais que pediam que os líderes sob suspeita se afastassem. Glen Clark, um ex-presidente da Federação do Trabalho de BC, foi escolhido o novo líder do NDP, que ganhou um segundo mandato em 1996. Mais escândalos perseguiram o partido, mais notavelmente o escândalo das Balsas Rápidas envolvendo a província tentando desenvolver a indústria da construção naval na Colômbia Britânica. Uma alegação (nunca substanciada) de que o primeiro-ministro recebeu um favor em troca da concessão de uma licença de jogo levou à renúncia de Clark como primeiro-ministro. Ele foi sucedido interinamente por Dan Miller, que por sua vez foi seguido por Ujjal Dosanjh após uma convenção de liderança.
Na eleição geral de 2001, os BC Liberals de Gordon Campbell derrotaram o NDP, ganhando 77 de um total de 79 assentos na legislatura provincial. Campbell instituiu várias reformas e removeu algumas das políticas do NDP, incluindo o abandono do projeto "Balsas Rápidas", a redução dos impostos sobre a renda e a controvertida venda da BC Rail para a CN Rail. Campbell também foi alvo de críticas depois que ele foi preso por dirigir sob influência de álcool durante as férias no Havaí. Contudo, Campbell ainda conseguiu levar o seu partido à vitória nas eleições gerais de 2005, contra uma oposição substancialmente reforçada do NDP. Campbell ganhou um terceiro mandato nas eleições provinciais de 2009, marcando a primeira vez em 23 anos que um primeiro-ministro foi eleito para um terceiro mandato.

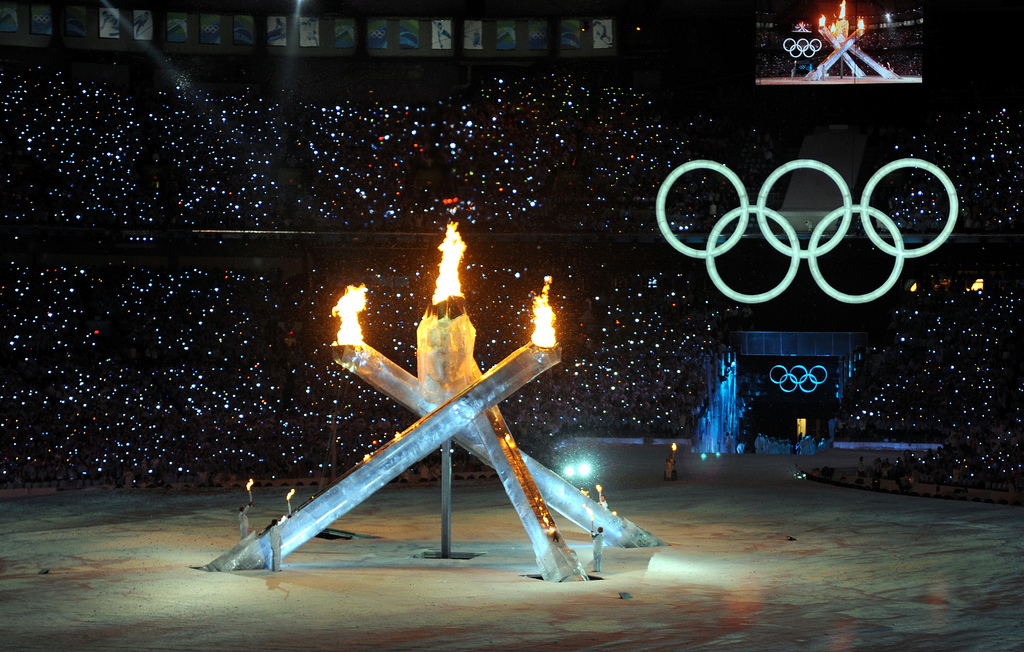
Atletas canadenses acendem a pira olímpica na cerimônia de abertura dos Jogos.

A província venceu uma candidatura para sediar os Jogos Olímpicos de Inverno de 2010 em Vancouver e Whistler. Como prometido em sua campanha de reeleição em 2002, o prefeito de Vancouver, Larry Campbell, organizou um referendo cívico não vinculante sobre a realização das Olimpíadas. Em fevereiro de 2003, os residentes de Vancouver votaram em um referendo aceitando as responsabilidades da cidade anfitriã, caso vencesse sua licitação. Sessenta e quatro por cento dos moradores votaram a favor de sediar os jogos.
Depois que a alegria olímpica desapareceu, a popularidade de Campbell começou a cair. Seu estilo de gestão, a implementação do imposto sobre vendas harmonizado (HST) contra as promessas eleitorais e o cancelamento do processo de corrupção da BC Rail levaram a baixos índices de aprovação e à perda de apoio. Ele renunciaria em novembro de 2010 e pediria ao partido que elegesse um novo líder.
A Colúmbia Britânica também foi significativamente afetada pelas mudanças demográficas no Canadá e em todo o mundo. Vancouver (e em menor grau algumas outras partes da Colúmbia Britânica) foram um importante destino para muitos dos imigrantes de Hong Kong que deixaram a antiga colônia do Reino Unido (temporária ou permanentemente) nos anos imediatamente anteriores à sua transferência para a China. A Colúmbia Britânica também tem sido um destino significativo para migrantes internos canadenses. Este tem sido o caso ao longo das últimas décadas, devido ao seu ambiente natural, clima ameno e estilo de vida descontraído, mas tem sido particularmente verdadeiro durante os períodos de crescimento econômico. A Columbia Britânica passou de abrigar aproximadamente 10% da população Canadá em 1971 para aproximadamente 13% em 2006. Tendências de urbanização dizem que a área da Grande Vancouver agora inclui 51% da população da província, seguida pela Grande Vitória com 8%. Essas duas regiões metropolitanas têm tradicionalmente dominado a demografia de BC.
Em 2018, os preços de habitação em Vancouver foram os segundos mais caro do mundo, atrás apenas de Hong Kong. Muitos especialistas apontam a evidência de lavagem de dinheiro da China continental como um fator contribuinte. O alto preço dos imóveis residenciais levou à implementação de um imposto sobre residências vazias, uma especulação imobiliária, um imposto sobre vagas e um imposto sobre habitação para compradores estrangeiros.
O número líquido de pessoas vindas de outras províncias para BC cresceu quase quatro vezes desde 2012. BC foi a maior beneficiária líquida dos migrantes interprovinciais no Canadá no primeiro trimestre de 2016, com metade das 5 000 pessoas vindas de Alberta.

## Geografia

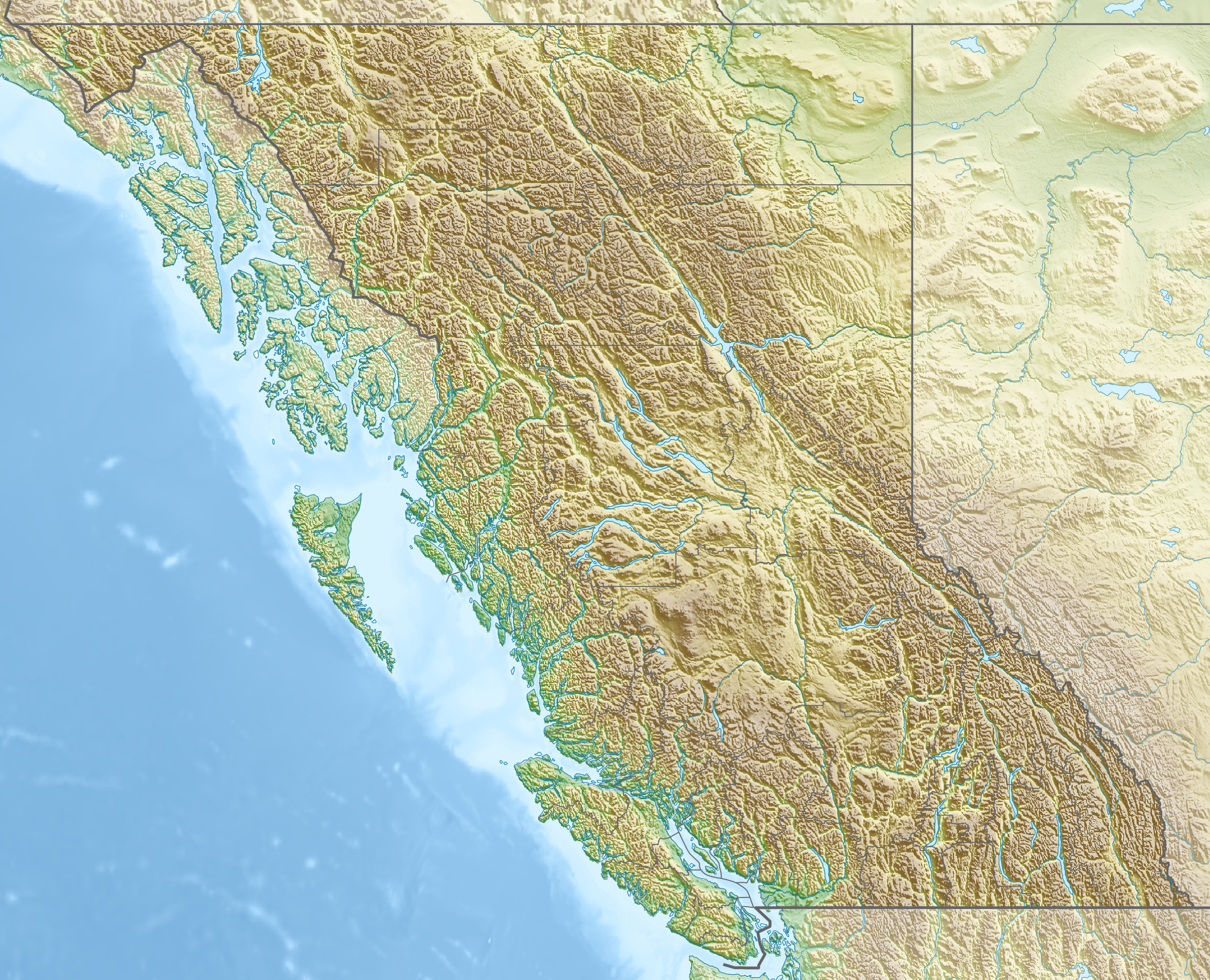
Mapa do relevo da Colúmbia Britânica

A Colúmbia Britânica é limitada a oeste pelo Oceano Pacífico e pelo estado norte-americano do Alasca, ao norte pelo Território de Yukon e Territórios do Noroeste, a leste pela província de Alberta e ao sul pelos estados americanos de Washington, Idaho e Montana. A fronteira sul da Colúmbia Britânica foi estabelecida pelo Tratado de Oregon de 1846, embora sua história esteja ligada a terras tão distantes quanto a Califórnia. A área terrestre da Columbia Britânica é de 944 735 quilômetros quadrados. O litoral acidentado da Colúmbia Britânica se estende por mais de 27 000 quilômetros, e inclui fiordes montanhosos profundos e cerca de 6 000 ilhas, a maioria das quais é desabitada. É a única província no Canadá que tem litoral com o Oceano Pacífico.
A capital da Columbia Britânica é Vitória, localizada na extremidade sudeste da ilha de Vancouver. Apenas uma faixa estreita da ilha de Vancouver, de Campbell River a Vitória, é significativamente povoada. Grande parte da parte ocidental da ilha de Vancouver e o resto da costa é coberta por floresta temperada. A cidade mais populosa da província é Vancouver, que está na confluência do rio Fraser com o Estreito de Geórgia, no canto sudoeste do continente (uma área frequentemente chamada de Lower Mainland). Por área de terra, Abbotsford é a maior cidade e Vanderhoof é a mais próxima do centro geográfico da província.

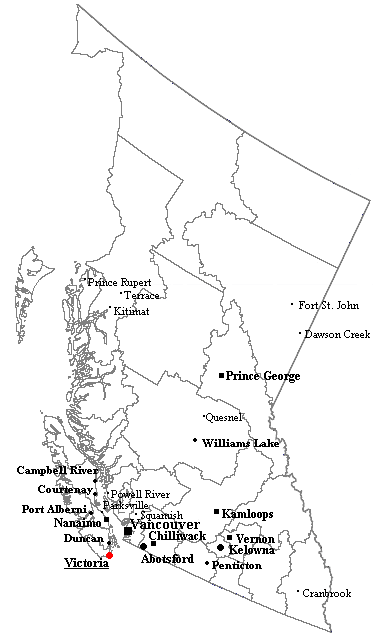
Cidades e vilas importantes

As Montanhas Costeiras e as muitas enseadas da Passagem Interior fornecem alguns dos cenários mais espetaculares e famosos da Colúmbia Britânica, que formam o plano de fundo e o contexto de uma crescente indústria de aventura e ecoturismo ao ar livre. Cerca de 75% da província é montanhosa (a mais de 1 000 metros acima do nível do mar), 60% é coberto por florestas, e apenas cerca de 5% é arável.
A paísagem continental da província, longe das regiões costeiras, é moderada pelo Oceano Pacífico. O terreno varia de florestas secas e vales semiáridos, de cânions e desfiladeiros no Interior Central e do Sul, até florestas boreais e pradarias subárticas no Interior do Norte. As regiões de montanhas altas ao norte e ao sul têm uma flora subalpina e  um clima alpino.
A área de Okanagan, que se estende de Vernon até Osoyoos, na fronteira com os Estados Unidos, é uma das várias regiões produtoras de vinho e sidra no Canadá. Outras regiões vinícolas da Colúmbia Britânica incluem o Vale Cowichan na Ilha de Vancouver e o Vale Fraser.
As cidades do Interior do Sul de Kamloops e Penticton têm alguns dos climas de verão mais quentes e longos do Canadá (enquanto que nas maiores elevações as cidades são frias e com neve), embora suas temperaturas sejam frequentemente ultrapassadas ao norte do Fraser Canyon, perto da confluência dos rios Fraser e Thompson, onde o terreno é acidentado e coberto com flora do tipo desértico. Pastos semi-desérticos são encontrados em grandes áreas do Planalto Interior, com a terra variando de ranchos em altitudes mais baixas até florestas em áreas mais altas.
O norte, principalmente montanhoso, compreende a dois terços da província que é em grande parte despovoada e subdesenvolvida, exceto na área a leste das Montanhas Rochosas, onde o a região do rio Peace contém uma porção das Pradarias Canadenses, localizada na cidade de Dawson Creek.
A Colúmbia Britânica é considerada parte do Noroeste Pacífico e da biorregião de Cascadia, juntamente com os estados americanos do Alasca, Idaho, Montana (porção oeste), Oregon e Washington.

### Clima

Tipos climáticos da Colúmbia Britânica segundo Köppen-Geiger.

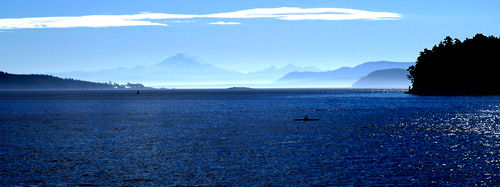
Estreito de Geórgia.

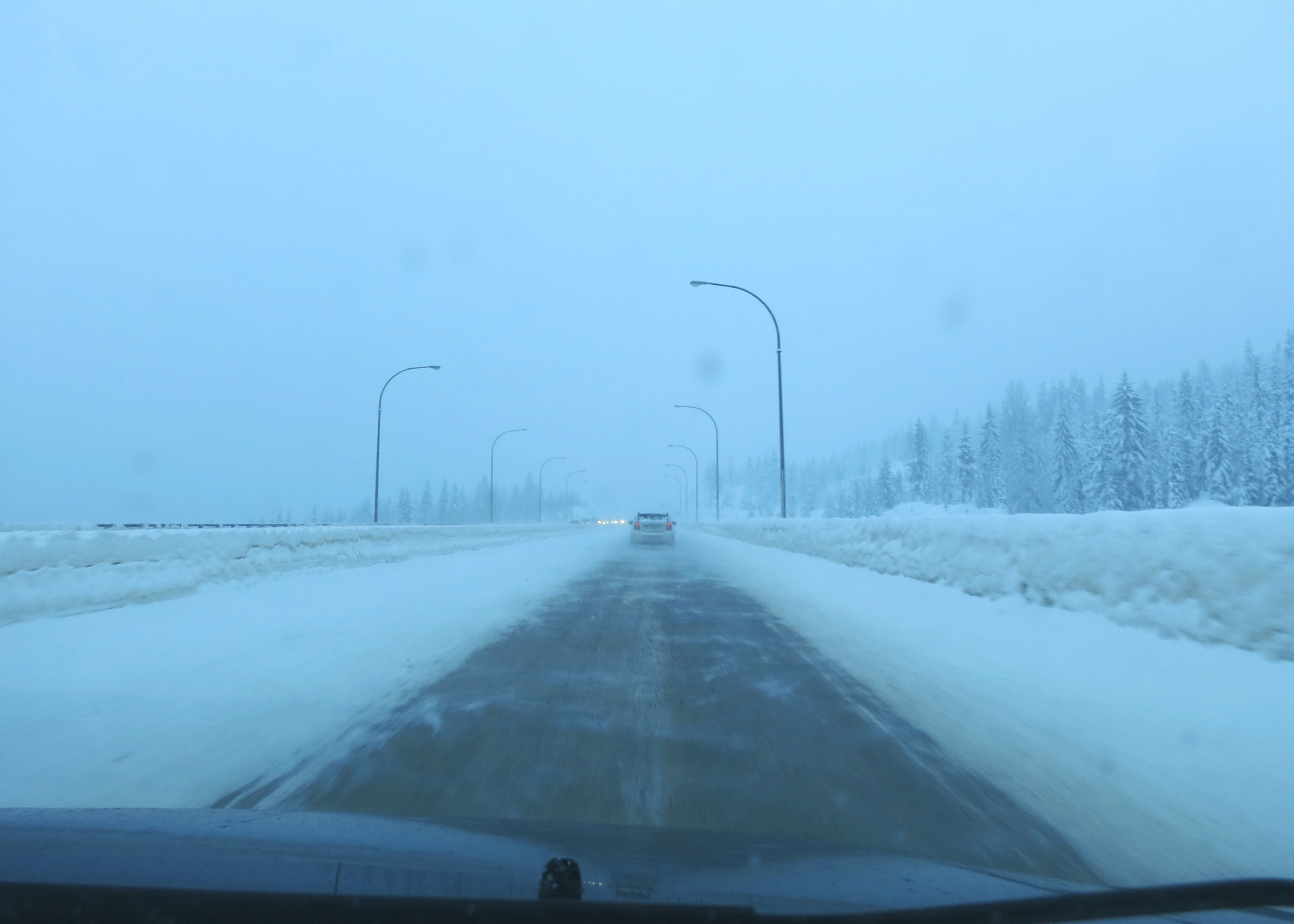
A neve pesada frequente cai sobre a rodovia de Coquihalla

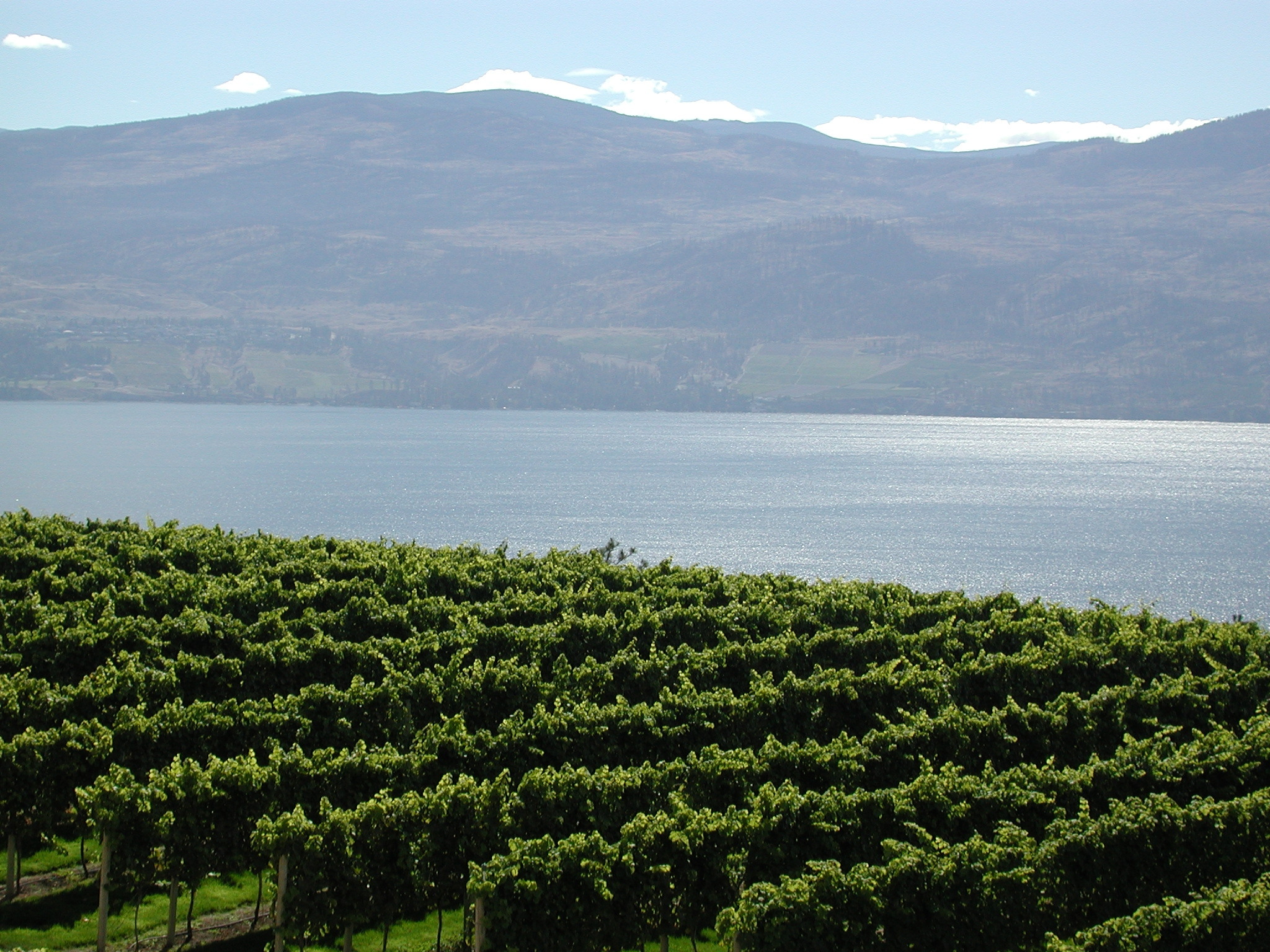
A região de Okanagan tem um clima adequado às vinhas

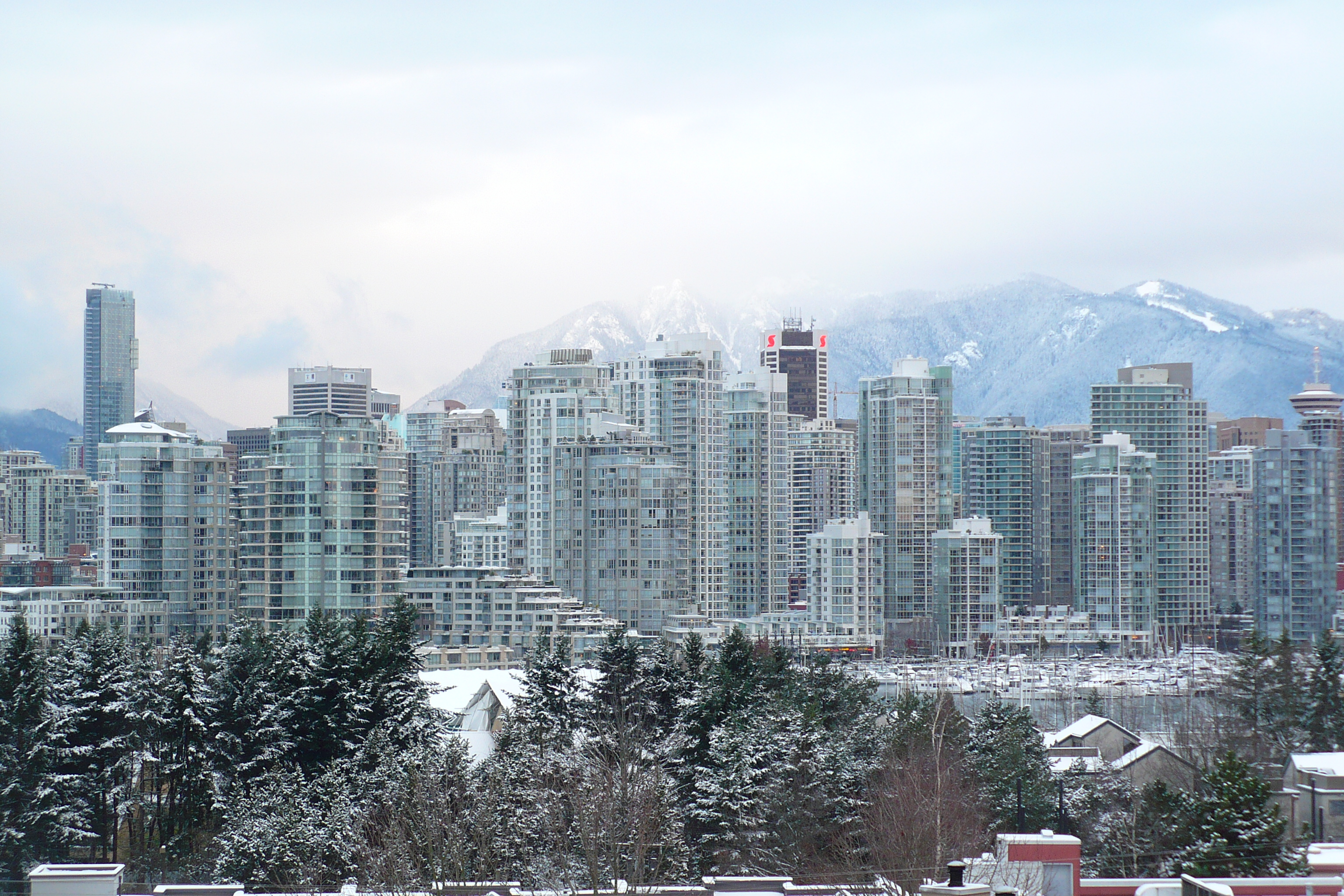
Vancouver durante o inverno em 2008.

A região costeira do sul da Colúmbia Britânica tem um clima oceânico (Cfb) ameno e chuvoso, e algumas partes do sul do são de clima mediterrânico de verão fresco (Csb), influenciadas pela Corrente do Pacífico Norte, que tem suas origens na Corrente de Kuroshio. Devido à presença bloqueadora de sucessivas cadeias montanhosas, o clima de alguns dos vales interiores da província é semiárido frio (BSk), com certas localizações recebendo menos de 250 milímetros de precipitação anual. A temperatura média anual nas áreas mais populosas da província é de até 12 °C, a mais suave em qualquer lugar no Canadá.
Os vales do interior meridional têm invernos curtos com breves episódios de neve pesada ou pouco frequente, enquanto os do Cariboo, no interior central, são mais frios devido ao aumento de altitude e latitude, mas sem a intensidade ou duração experimentada em latitudes semelhantes em outros lugares no Canadá. Por exemplo, a mínima diária média em Prince George (aproximadamente no meio da província) em janeiro é de −12 °C. Pequenas cidades no interior do sul, com altitudes elevadas como Princeton, são tipicamente mais frias e mais nevadas do que cidades nos vales.
A forte queda de neve ocorre em todos os terrenos montanhosos elevados, fornecendo bases para esquiadores no sul e no centro da Colúmbia Britânica. A queda de neve anual nas passagens de rodovias nas montanhas no interior sul rivaliza com algumas das cidades onde mais cai neve no Canadá, e a chuva gelada e o nevoeiro às vezes também estão presentes em tais estradas. Isso pode resultar em condições perigosas na condução de veículos, já que as pessoas geralmente viajam entre áreas mais quentes, como Vancouver ou Kamloops, e podem não estar cientes de que as estradas podem estar em condições escorregadias e frias.
Os invernos são geralmente severos no interior do norte, mas mesmo lá o ar mais quente pode penetrar no interior do continente. A temperatura mais fria na Colúmbia Britânica foi registrada em Smith River, onde caiu para −58,9 °C em 31 de janeiro de 1947, uma das mais frias leituras registradas em toda a América do Norte. A cidade de Atlin, no extremo noroeste da província, junto com a região adjacente de Southern Lakes, no Yukon, obtém degelos do meio do inverno causados pelo efeito dos ventos Chinook, que também são comuns (e muito mais quente) em partes mais ao sul do interior.
Durante o inverno na costa, as chuvas, às vezes implacáveis e extremamente fortes, dominam devido a barragens consistentes de sistemas ciclônicos de baixa pressão do Pacífico Norte. A queda de neve média na costa durante um inverno normal está entre 25 e 50 cm, mas ocasionalmente (e não todo inverno) fortes quedas de neve com mais de 20 cm chegam cair quando as temperaturas estão abaixo de zero, quando o ar ártico alcança áreas costeiras, tipicamente por períodos curtos, e pode levar temperaturas para abaixo de −10 °C, mesmo ao nível do mar. Ventos de vazão no Ártico podem ocasionalmente resultar em temperaturas baixas devido ao vento frio, ou mesmo abaixo de −17,8 °C. Enquanto os invernos são muito úmidos, nas áreas costeiras o clima é geralmente mais amenos e seco durante o verão sob a influência da alta pressão anti-ciclônica estável.
Os vales interiores do sul são quentes no verão, por exemplo, em Osoyoos a temperatura máxima de julho é em média de 31,7 °C, tornando-se o mês mais quente de qualquer local no Canadá. Este tempo quente, por vezes, se espalha para a costa ou para o extremo norte da província. As temperaturas geralmente excedem 40 °C nas elevações mais baixas dos vales no interior durante meados do verão, com a alta recorde de 44,4 °C sendo registrada em Lytton em 16 de julho de 1941.
A secura prolongada do verão muitas vezes cria condições que geram incêndios florestais, causados por raios ou provocados pelo homem. Muitas áreas da província são frequentemente cobertas por um manto de nuvens pesadas e pouca neblina durante os meses de inverno, em contraste com o abundante sol do verão. As horas anuais de sol variam entre 2200, perto de Cranbrook e Vitória, e menos de 1300, em Prince Rupert, na costa norte, ao sul do sudeste do Alasca.
A exceção aos invernos úmidos e nublados da Colúmbia Britânica ocorre durante o fenômeno El Niño. Durante os eventos de El Niño, a corrente de ar ocorre muito mais ao sul da América do Norte, tornando os invernos da província mais amenos e secos do que o normal. Os invernos são muito mais úmidos e frios durante o fenômeno oposto, o La Niña.
| Município     | Janeiro  | Janeiro  | Abril   | Abril   | Julho   | Julho   | Outubro | Outubro |
| Município     | Max      | Mín      | Max     | Mín     | Max     | Mín     | Max     | Mín     |
| ------------- | -------- | -------- | ------- | ------- | ------- | ------- | ------- | ------- |
| Prince Rupert | 5,6 °C   | −0,8 °C  | 10,2 °C | 2,5 °C  | 16,2 °C | 10,5 °C | 11,1 °C | 4,9 °C  |
| Tofino        | 8,3 °C   | 2,3 °C   | 11,9 °C | 4,0 °C  | 18,9 °C | 10,5 °C | 13,6 °C | 6,3 °C  |
| Nanaimo       | 6,9 °C   | 0,1 °C   | 14,1 °C | 3,9 °C  | 23,9 °C | 12,3 °C | 14,6 °C | 5,2 °C  |
| Vitória       | 7,6 °C   | 1,5 °C   | 13,6 °C | 4,3 °C  | 2,4 °C  | 11,3 °C | 14,2 °C | 5,7 °C  |
| Vancouver     | 6,9 °C   | 1,4 °C   | 13,2 °C | 5,6 °C  | 22,2 °C | 13,7 °C | 13,5 °C | 7,0 °C  |
| Chilliwack    | 6,1 °C   | 0,4 °C   | 15,8 °C | 5,2 °C  | 25,0 °C | 12,5 °C | 15,3 °C | 6,4 °C  |
| Penticton     | 1,8 °C   | −3,0 °C  | 15,7 °C | 2,5 °C  | 28,7 °C | 13,3 °C | 14,3 °C | 3,2 °C  |
| Kamloops      | 0,4 °C   | −5,9 °C  | 16,6 °C | 3,2 °C  | 28,9 °C | 14,2 °C | 13,7 °C | 3,3 °C  |
| Osoyoos       | 2,0 °C   | −3,8 °C  | 18,1 °C | 3,6 °C  | 31,5 °C | 14,3 °C | 16,4 °C | 3,5 °C  |
| Princeton     | −1,4 °C  | −8,6 °C  | 14,4 °C | −0,3 °C | 26,3 °C | 9,5 °C  | 13,2 °C | 0,3 °C  |
| Cranbrook     | −1,9 °C  | −10,2 °C | 12,9 °C | 0,3 °C  | 26,2 °C | 11,2 °C | 11,7 °C | −0,3 °C |
| Prince George | −4,0 °C  | −11,7 °C | 11,2 °C | −1,1 °C | 22,4 °C | 9,1 °C  | 9,4 °C  | −0,5 °C |
| Fort Nelson   | −16,1 °C | −24,6 °C | 9,6 °C  | −3,6 °C | 23,2 °C | 10,9 °C | 5,2 °C  | −4,2 °C |

### Parques e áreas protegidas

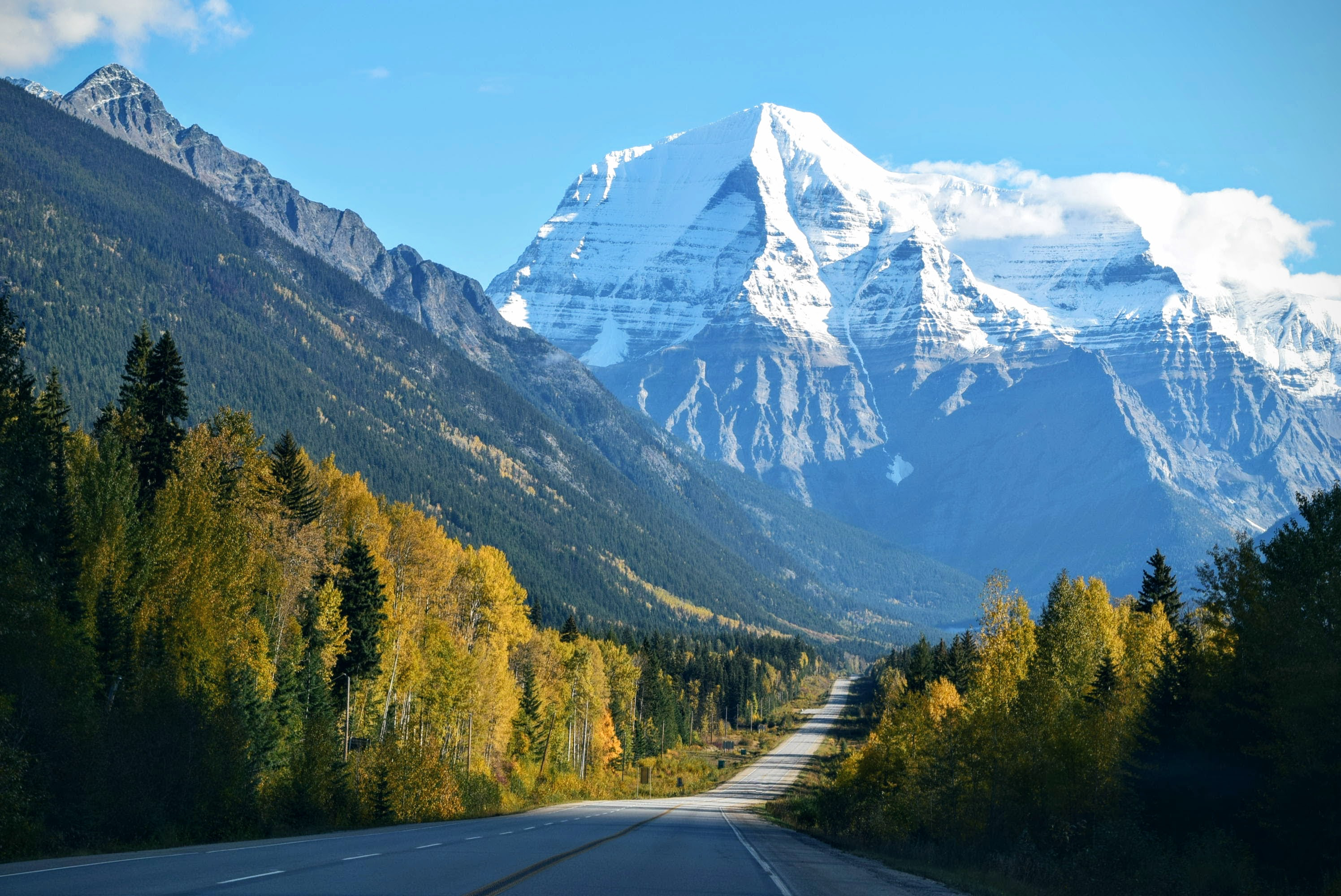
Monte Robson, Montanhas Rochosas.

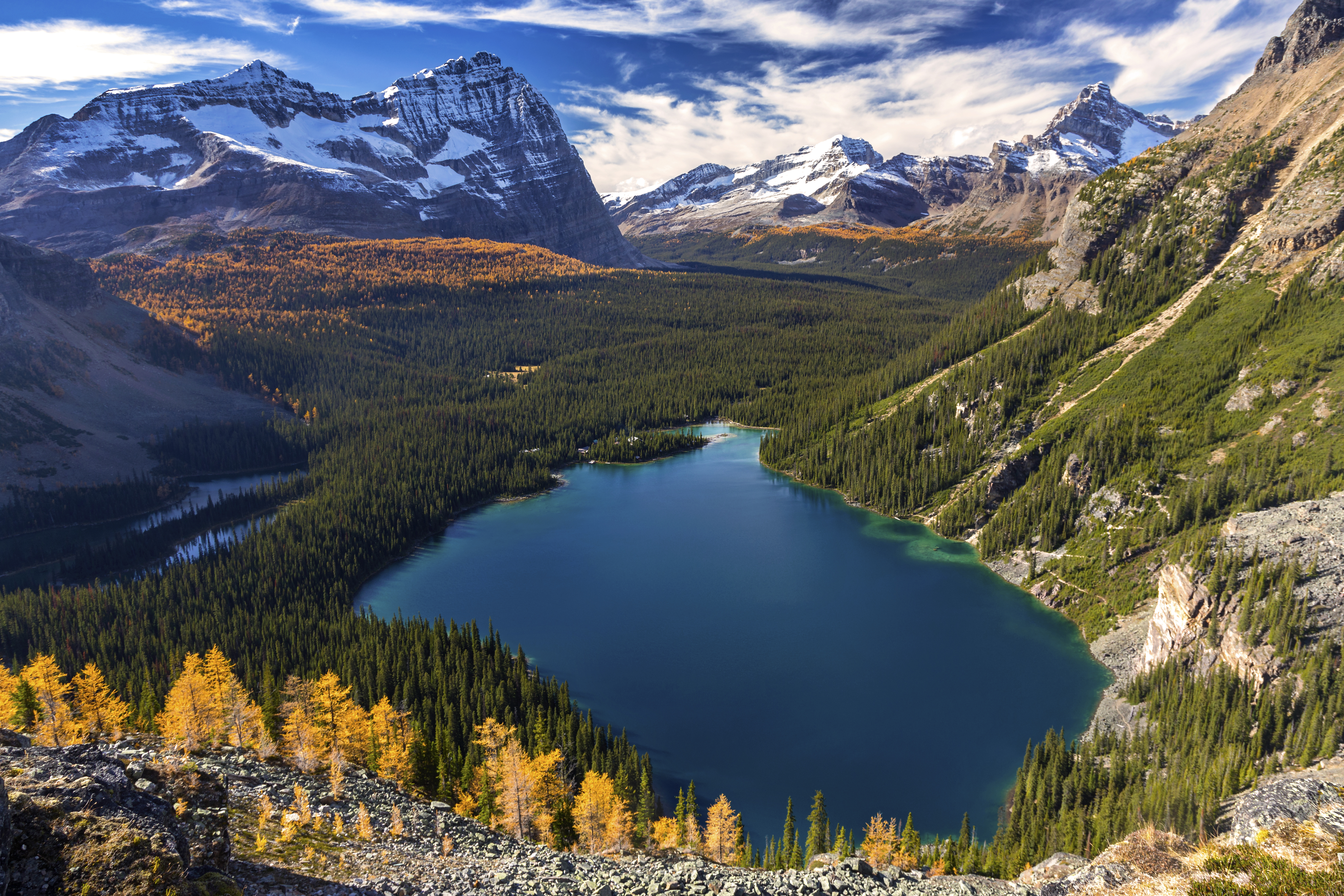
Montanha Odaray às margens do Lago O'Hara

Existem 14 designações de parques e áreas protegidas na província, que refletem a administração diferente e criação destas áreas em um contexto moderno. Existem 141 reservas ecológicas, 35 parques marinhos provinciais, 7 sítios de Patrimônio Provincial, 6 sítios históricos nacionais do Canadá, 4 parques nacionais e 3 reservas do Parque Nacional. Cerca de 12,5% ou 114 000 quilômetros quadrados da Colúmbia Britânica são considerados protegidos sob uma das 14 designações diferentes que incluem mais de 800 áreas distintas. A Colúmbia Britânica contém sete dos parques nacionais do Canadá e reservas do Parque Nacional:
- Parque Nacional Glacier
- Parque Nacional Gulf Islands
- Parque Nacional Gwaii Haanas e Sítio Patrimonial Haida
- Parque Nacional Kootenay
- Parque Nacional Monte Revelstoke
- Parque Nacional Pacific Rim
- Parque Nacional Yoho

A Colúmbia Britânica contém um grande número de parques provinciais, administrados pela BC Parks sob o Ministério do Meio Ambiente. O sistema de parques provinciais da Colúmbia Britânica é o segundo maior sistema de parques do Canadá, sendo o maior o sistema de parques nacionais do Canadá.
Outro nível de parques na Colúmbia Britânica são os parques regionais, que são mantidos e administrados pelos distritos regionais da província. O Ministério das Florestas opera locais de recreação florestal.
Além dessas áreas, mais de 47 000 quilômetros quadrados de terra arável são protegidos pela Reserva Agrícola.

## Demografia
De acordo com o censo canadense de 2016, a população da Colúmbia Britânica é de 4 648 055 habitantes, um crescimento de 5,6% em comparação com a população no censo canadense de 2011. A Colúmbia Britânica é terceira província mais populosa do Canadá, atrás somente de Ontário e Quebec. É também a quinta maior subdivisão do Canadá, com uma área de 944 735 quilômetros quadrados, atrás de Nunavut, Quebec, Territórios do Noroeste e Ontário respectivamente. A densidade populacional é de 5,02 habitantes por quilômetro quadrado.
Cerca de 2,4 milhões de pessoas vivem na Região Metropolitana da Grande Vancouver, o que vale a 53% da população da província e a terceira maior região metropolitana do Canadá, atrás da Grande Toronto e Grande Montreal. Só a cidade de Vancouver possui 631 mil habitantes, é a maior cidade da Colúmbia Britânica e a oitava maior cidade do Canadá por população.

### Distritos Regionais
Similar aos condados e divisões censitárias em outras partes do Canadá, os distritos regionais de BC servem para fornecer serviços municipais como o governo local em áreas não incorporadas a um município, e em certos assuntos regionais de preocupação compartilhada entre residentes de áreas não incorporadas e aqueles nos municípios como um papel das partes interessadas no planejamento regional. Nas áreas predominantemente rurais, os distritos regionais fornecem serviços como planejamento do uso da terra, inspeção de construções e alguma responsabilidade pela proteção comunitária contra incêndios. Os distritos regionais também fornecem alguns serviços, como a gestão de resíduos sólidos, mas diferem dos condados por não terem poderes ou órgãos semelhantes com outros braços do governo cujos poderes são muito mais abrangentes, incluindo o cuidado às florestas, meio ambiente, saúde, escolas e tribunais. Eles não são o equivalente aos condados e os seus poderes e mandatos democráticos são substancialmente mais fracos. A maioria das terras dentro de um distrito regional está sob controle de outras armas do governo provincial ou, no caso de parques nacionais e do governo federal. As reservas indígenas localizadas dentro dos limites dos distritos regionais também são excluídas de sua jurisdição e infraestrutura, e há vários níveis de colaboração entre os governos das Primeiras Nações e os conselhos distritais regionais.
Os distritos regionais são governados por conselhos de diretores eleitos direta e indiretamente. Os municípios nomeiam diretores para representar suas populações (geralmente os prefeitos), enquanto os moradores de áreas não-incorporadas (que são agrupadas em áreas eleitorais) elegem diretores diretamente. Os votos dos diretores dos municípios geralmente contam mais do que os votos dos diretores das áreas eleitorais, e os municípios maiores têm mais votos do que os menores.
Dentre os 29 distritos regionais da Colúmbia Britânica, os principais e mais populosos são o Distrito de Metro Vancouver (14), com 2,4 milhões de habitantes, o Distrito da Capital (3), com 383 mil, o Distrito do Fraser Valley (12), com 295 mil, o Distrito de Central Okanagan (7), com 194 mil e o Distrito de Nanaimo (18), com cerca de 155 mil habitantes. As sedes desses distritos são, respectivamente, as cidades de Burnaby, Vitória, Chilliwack, Kelowna e Nanaimo.

### Cidades

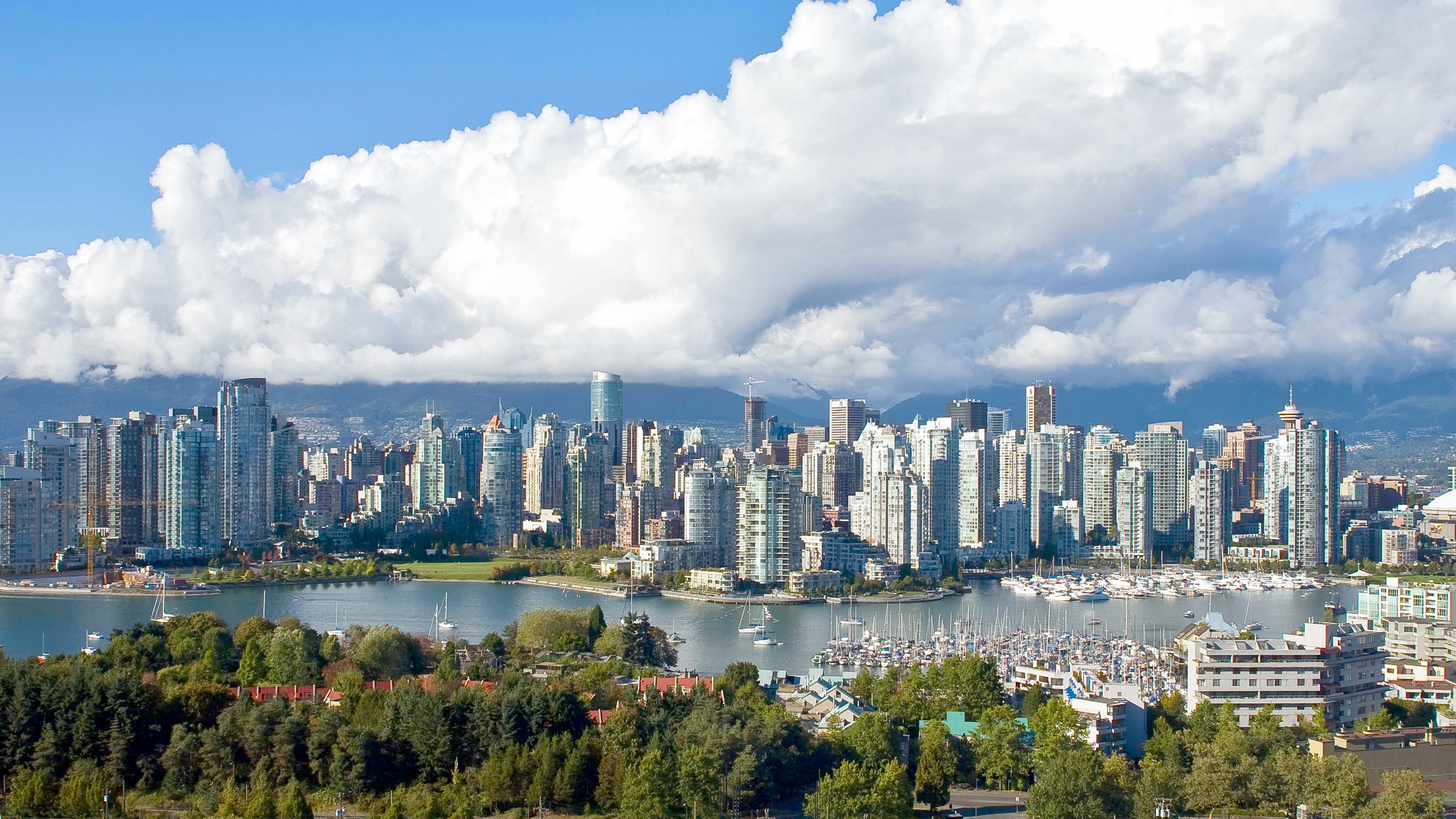
Vancouver, maior cidade da Colúmbia Britânica.

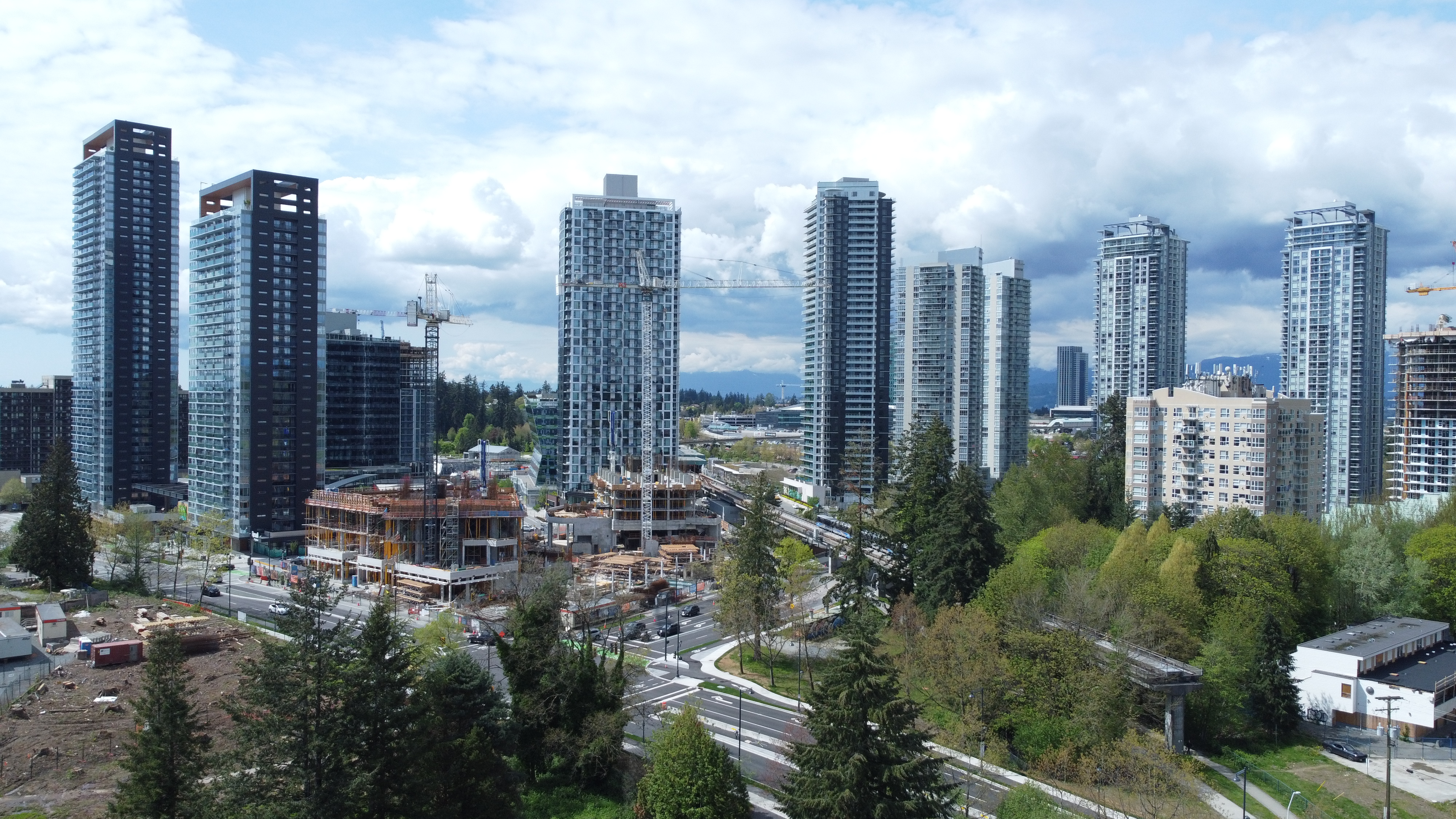
Surrey é a segunda maior cidade da Colúmbia Britânica.

O termo "cidade" é uma classificação de municípios usada na província canadense da Colúmbia Britânica. O tenente-governador da Colúmbia Britânica pode incorporar uma comunidade como uma cidade através de uma carta-patente, sob a recomendação do Ministro de Comunidades, Esporte e Desenvolvimento Cultural, se a população da localidade for maior que 5 mil habitantes e o resultado de votos envolvendo os residentes afetados seja de pelo menos 50% a favor da incorporação proposta.
A Colúmbia Britânica tem 52 cidades, que juntas possuem uma população cumulativa de 3 132 909 e uma população média de 60 248 residentes de acordo com o censo canadense de 2011. As maiores e menores cidades da Colúmbia Britânica são, respectivamente, Vancouver, com 603 502 habitantes, e Greenwood, com população de 708 habitantes. A maior cidade por área territorial é Abbotsford, que se estende por 375,55 quilômetros quadrados, enquanto a menor é Duncan, com 2,07 quilômetros quadrados. Abaixo uma lista das maiores cidades da Colúmbia Britânica por população:
| Posição | Nome            | Distrito Regional  | População (2016) | Área (km2) |
| ------- | --------------- | ------------------ | ---------------- | ---------- |
| 1       | Vancouver       | Metro Vancouver    | 631 486          | 114,97     |
| 2       | Surrey          | Metro Vancouver    | 517 887          | 316,41     |
| 3       | Burnaby         | Metro Vancouver    | 232 755          | 98,60      |
| 4       | Richmond        | Metro Vancouver    | 198 309          | 129,27     |
| 5       | Abbotsford      | Fraser Valley      | 141 397          | 375,55     |
| 6       | Coquitlam       | Metro Vancouver    | 139 284          | 122,30     |
| 7       | Kelowna         | Central Okanagan   | 127 380          | 211,82     |
| 8       | Delta           | Metro Vancouver    | 102 238          | 183,70     |
| 9       | Nanaimo         | Nanaimo            | 90,504           | 91,30      |
| 10      | Kamloops        | Thompson-Nicola    | 90 280           | 299,25     |
| 11      | Vitória         | Capital            | 85 792           | 19,47      |
| 12      | Chilliwack      | Fraser Valley      | 83 788           | 261,65     |
| 13      | Maple Ridge     | Metro Vancouver    | 82 256           | 266,78     |
| 14      | Prince George   | Fraser-Fort George | 78 675           | 318,26     |
| 15      | New Westminster | Metro Vancouver    | 70 996           | 15,63      |

### Etnias
Etnias da Colúmbia Britânica em 2006.
A Colúmbia Britânica tem uma população étnica muito diversificada  Os imigrantes de primeira geração das Ilhas Britânicas continuam sendo um forte componente da sociedade local, apesar das limitações à imigração da Grã-Bretanha desde o fim do status especial para os britânicos nos anos 60. Também presente em grande número em relação a outras cidades do Canadá (exceto Toronto), e também presente em BC desde que a província foi estabelecida (diferentemente de Toronto), existem muitas etnias europeias de primeira e segunda geração, notavelmente as etnias alemãs, ucranianas, escandinavas, Iugoslavas e italianas. Os europeus de terceira geração são geralmente de linhagem mista e tradicionalmente casaram-se com outros grupos étnicos mais do que em qualquer outra província canadense.
Nas últimas décadas, a proporção de etnias chinesas e indianas aumentou acentuadamente, embora ainda superada em número pela população historicamente forte dos descendentes de alemães. As minorias visíveis tornaram-se um fator importante na política de base étnica, embora a maioria das minorias visíveis seja menos numerosa do que as etnias europeias não britânicas de longa data que compõem as "minorias invisíveis" de BC.
Das províncias, a Columbia Britânica teve a maior proporção de minorias visíveis, representando 27% da sua população. De acordo com a Pesquisa Nacional por Amostra de Domicílios de 2011, as maiores comunidades de minorias visíveis na Colúmbia Britânica incluem chineses, sul-asiáticos e japoneses.
| Posição | Etnias     | População | Porcentagem |
| ------- | ---------- | --------- | ----------- |
| 1       | Ingleses   | 1 203 540 | 26,39%      |
| 2       | Canadenses | 866 530   | 19%         |
| 3       | Escoceses  | 860 775   | 18,88%      |
| 4       | Irlandeses | 675 135   | 14,80%      |
| 5       | Alemães    | 603 265   | 13,23%      |
| 6       | Chineses   | 540 155   | 11,84%      |
| 7       | Franceses  | 388 815   | 8,53%       |
| 8       | Indianos   | 309 315   | 6,78%       |
| 9       | Ucranianos | 229 205   | 5,03%       |
| 10      | Indígenas  | 220 245   | 4,83%       |

### Línguas
Dos 4 648 055 habitantes contados pelo censo de 2016, 4 598 415 pessoas completaram a seção sobre o idioma. Destes, 4 494 995 deram respostas singulares à questão referente à sua primeira língua. As línguas mais comumente relatadas foram as seguintes:
| Posição | Língua   | População | Porcentagem |
| ------- | -------- | --------- | ----------- |
| 1       | Inglês   | 3 170 110 | 70,52%      |
| 2       | Punjabi  | 198 805   | 4,42%       |
| 3       | Cantonês | 193 530   | 4,31%       |
| 4       | Mandarim | 186 325   | 4,15%       |
| 5       | Tagalog  | 78 770    | 1,75%       |
| 6       | Alemão   | 66 885    | 1,49%       |
| 7       | Francês  | 55 325    | 1,23%       |
| 8       | Coreano  | 52 160    | 1,17%       |
| 9       | Espanhol | 47 010    | 1,05%       |
| 10      | Persa    | 43 470    | 0,97%       |

### Religiões
Religiões da Colúmbia Britânica em 2011.
As maiores denominações religiosas por número de aderentes segundo o censo de 2011 foram o cristianismo com 1 930 415 aderentes (44,6%), sem religião (o que inclui ateus, agnóstico, deístas e assim por diante) com 1 908 285 aderentes  (44,1%), siquismo com 201 110 aderentes (4,7%), budismo com 90 620 aderentes (2,1%), islã com 79 310 aderentes (1,8%); e hinduísmo com 45 795 aderentes (1,1%).
| −                   | População | Porcentagem |
| ------------------- | --------- | ----------- |
| Cristianismo        | 1 930 415 | 44,6%       |
| Sem religião        | 1 908 285 | 44,1%       |
| Siquismo            | 201 110   | 4,7%        |
| Budismo             | 90 620    | 2,1%        |
| Islã                | 79 310    | 1,8%        |
| Hinduísmo           | 45 795    | 1,1%        |
| Judaísmo            | 23 130    | 0,5%        |
| Outras              | 35 500    | 0,8%        |
| Religiões indígenas | 10 295    | 0,2%        |
| Total               | 4 324 455 | 100%        |

## Economia

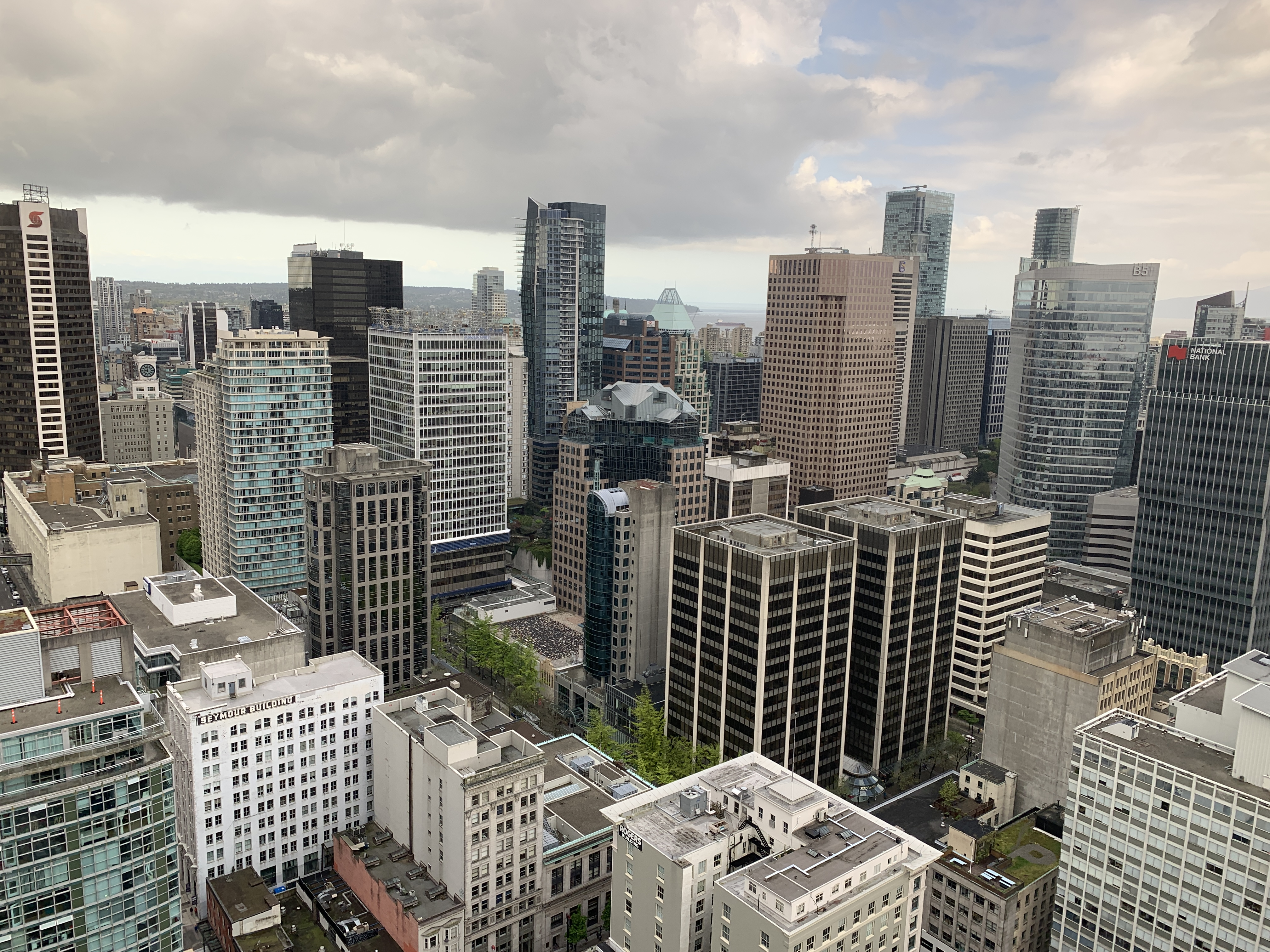
Centro de Vancouver, capital financeira da Colúmbia Britânica

A economia da Colúmbia Britânica é diversificada, com as indústrias produtoras de serviços representando a maior parte do PIB da província. Embora menos de 5% de suas vastas terras de 944 735 quilômetros quadrados sejam cultiváveis, a província é rica na agricultura (particularmente nos vales de Fraser e Okanagan), devido ao clima mais ameno perto da costa e em certos vales do sul da província. Seu clima incentiva a recreação ao ar livre e o turismo, embora seu principal pilar econômico seja a extração de recursos naturais, principalmente a exploração madeireira, a agricultura e a mineração. Vancouver, a maior cidade da província, serve como sede de muitas empresas de recursos naturais com sede no ocidente. Também se beneficia de um forte mercado imobiliário e uma renda per capita bem acima da média nacional. Enquanto a costa da Colúmbia Britânica e alguns vales na parte centro-sul da província têm clima ameno, a maioria de sua massa terrestre experimenta um clima subártico ou continental, com invernos frios semelhantes aos daqueles no resto do Canadá. A região Norte Interior tem um clima subártico com invernos muito frios. O clima de Vancouver é de longe o clima de inverno mais ameno das principais cidades canadenses, com temperaturas noturnas de janeiro com média acima do ponto de congelamento.
A Colúmbia Britânica tem uma história econômica dominada por recursos, centrada na indústria florestal, mas também com uma importância flutuante na mineração. Os empregos no setor de recursos tem diminuído constantemente, enquanto os novos empregos estão principalmente nos setores de construção, varejo e serviços. Estes últimos setores agora têm o maior percentual de empregos na indústria de serviços no oeste, compreendendo 72% da indústria (comparado a 60% da média canadense ocidental). A maior parte destes empregos estão em finanças, seguros, imóveis e gestão corporativa. Muitas áreas fora das regiões metropolitanas, no entanto, ainda dependem muito da extração de recursos. Com sua indústria cinematográfica conhecida como Hollywood do Norte, a região de Vancouver é a terceira maior produtora cinematográfica na América do Norte, depois de Los Angeles e Nova Iorque.
A história econômica da Colúmbia Britânica está repleta de altos e baixos dramáticos, e esse padrão de altos e baixos influenciou a política, a cultura e o clima de negócios da província. A atividade econômica relacionada à mineração, em particular, tem flutuado amplamente com as mudanças nos preços das commodities ao longo do tempo, com custos documentados para a saúde da comunidade.
O PIB da Colúmbia Britânica é o quarto maior do Canadá, com C$ 282 204 bilhões em 2017, atrás de Ontário, Quebec e Alberta. O PIB per capita foi de C$ 57 333. A relação dívida e PIB da Colúmbia Britânica deverá atingir 15,8% no ano fiscal de 2019-2020. A economia da Colúmbia Britânica experimentou um forte crescimento em 2017, com seu desempenho anual superando a média canadense pelo quarto ano consecutivo. Em 2017, o crescimento do PIB real da Colúmbia Britânica foi de 3,9% e ficou em segundo lugar entre as províncias.

## Política

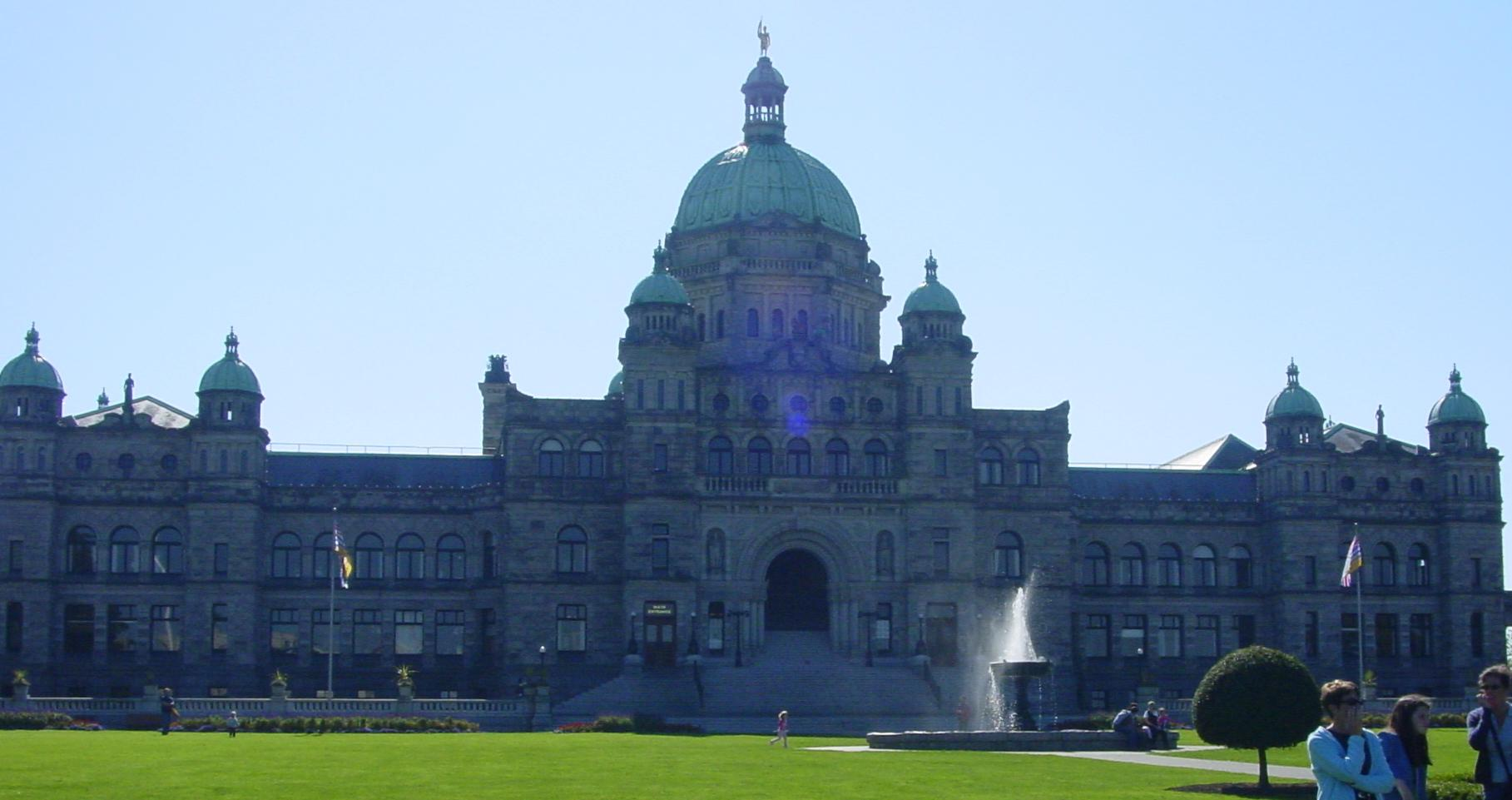
Vista do Parlamento provincial da Colúmbia Britânica, em Vitória

O tenente-governador representa o Rei Carlos III como Chefe de Estado da Colúmbia Britânica. O chefe do governo, em prática, e também maior oficial do Poder Executivo da província, é o Premier, governador ou primeiro-ministro em português, a pessoa que lidera o partido político com mais cadeiras na Assembleia Legislativa. O governador da Colúmbia Britânica preside sobre um Conselho Executivo, que é o Gabinete da província. O gabinete é formado por 25 diferentes ministros, como o Ministro da Educação, da Economia, do Trabalho, etc. O gabinete renuncia se perde o suporte da maioria dos membros do poder Legislativo da Colúmbia Britânica.
O Poder Legislativo da Colúmbia Britânica é a Assembleia Legislativa, que é composta por 79 membros. Cada um dos membros da Assembleia é eleito pela população de um dos 79 diferentes distritos eleitorais da província, para mandatos de até quatro anos de duração. Se o Tenente-Governador dissolver a Assembleia antes destes cinco anos, a pedido do governador, todos precisam concorrer às eleições novamente. Não há limite de termos que uma pessoa pode exercer.
A maior corte do Poder Judiciário da Colúmbia Britânica é a Court of Appeal of British Columbia. Esta é composta de um juiz-chefe e de outros 18 juízes. A Suprema Corte da Colúmbia Britânica é a segunda maior corte da província, e é composta por 155 juízes diferentes. Todos os juízes da Court of Appeal e da Suprema Cortesão escolhidos pelo governador da Colúmbia Britânica e aprovados simbolicamente pelo Tenente-Governador. Os juízes, uma vez escolhidos, podem exercer seus ofícios até os 75 anos de idade.
A Colúmbia Britânica possui cerca de 150 áreas incorporadas (cidades - cities ou towns - vilas e distritos municipais). Cada uma é governada por um prefeito, que lidera um Conselho Municipal, todos eleitos pela população da cidade, para mandatos de até 3 anos de duração. Além disso, a Colúmbia Britânica possui também 27 distritos regionais e duas regiões não-incorporadas. Estas regiões são administradas por um conselho, cujos membros são escolhidos diretamente pelo conselho. Os membros dos conselhos exercem seu ofício até que o conselho opte por substituí-lo. Impostos são responsáveis por cerca de 60% de toda a receita do orçamento do governo da Colúmbia Britânica. O restante vem de verbas recebidas do governo federal e de empréstimos.

## Educação
A primeira escola inaugurada no que é hoje a Colúmbia Britânica foi inaugurada em 1849 pela Companhia da Baía de Hudson. A companhia havia construído a escola para o ensino das crianças de seus funcionários. Em 1872, um ato provincial estabeleceu a criação de um sistema de educação pública. Atualmente, é o Ministério da Educação da Colúmbia Britânica o responsável por ditar regras e padrões das escolas da província. Cada cidade (ou distrito regional, quando as cidades e/ou vilas dentro do distrito são incapazes de fornecer este serviço devido à baixa população estudantil) é servida por um distrito escolar. Cada distrito escolar é governada por um conselho, cujos membros são escolhidos, dependendo da cidade, pelos eleitores, pelos municípios ou mesmo diretamente pelo governo provincial. Atendimento escolar é compulsório para todas as crianças e adolescentes com mais de seis anos de idade, até a conclusão do segundo grau ou até os vinte anos de idade.
Em 1999, as escolas públicas da província atenderam cerca de 616,6 mil estudantes, empregando aproximadamente 30,3 mil professores. Escolas privadas atenderam cerca de 59,3 mil estudantes, empregando aproximadamente 3,6 mil professores. O sistema de escolas públicas da província consumiu cerca de 4,899 bilhões de dólares canadenses, e o gasto das escolas públicas por estudante é de aproximadamente 7,2 mil dólares canadenses.

### Ensino superior

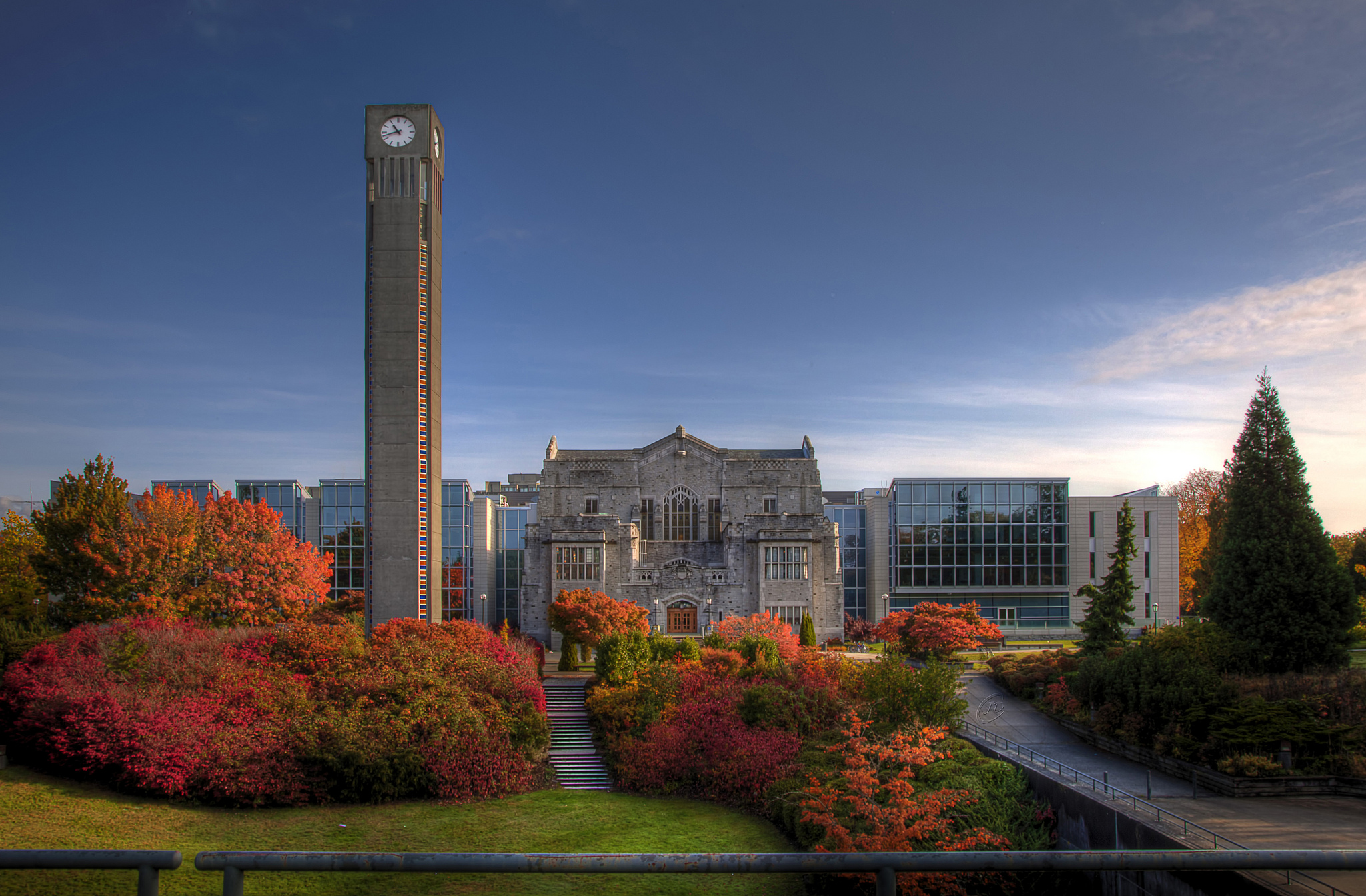
Prédio da biblioteca do campus da Universidade da Colúmbia Britânica em Vancouver.

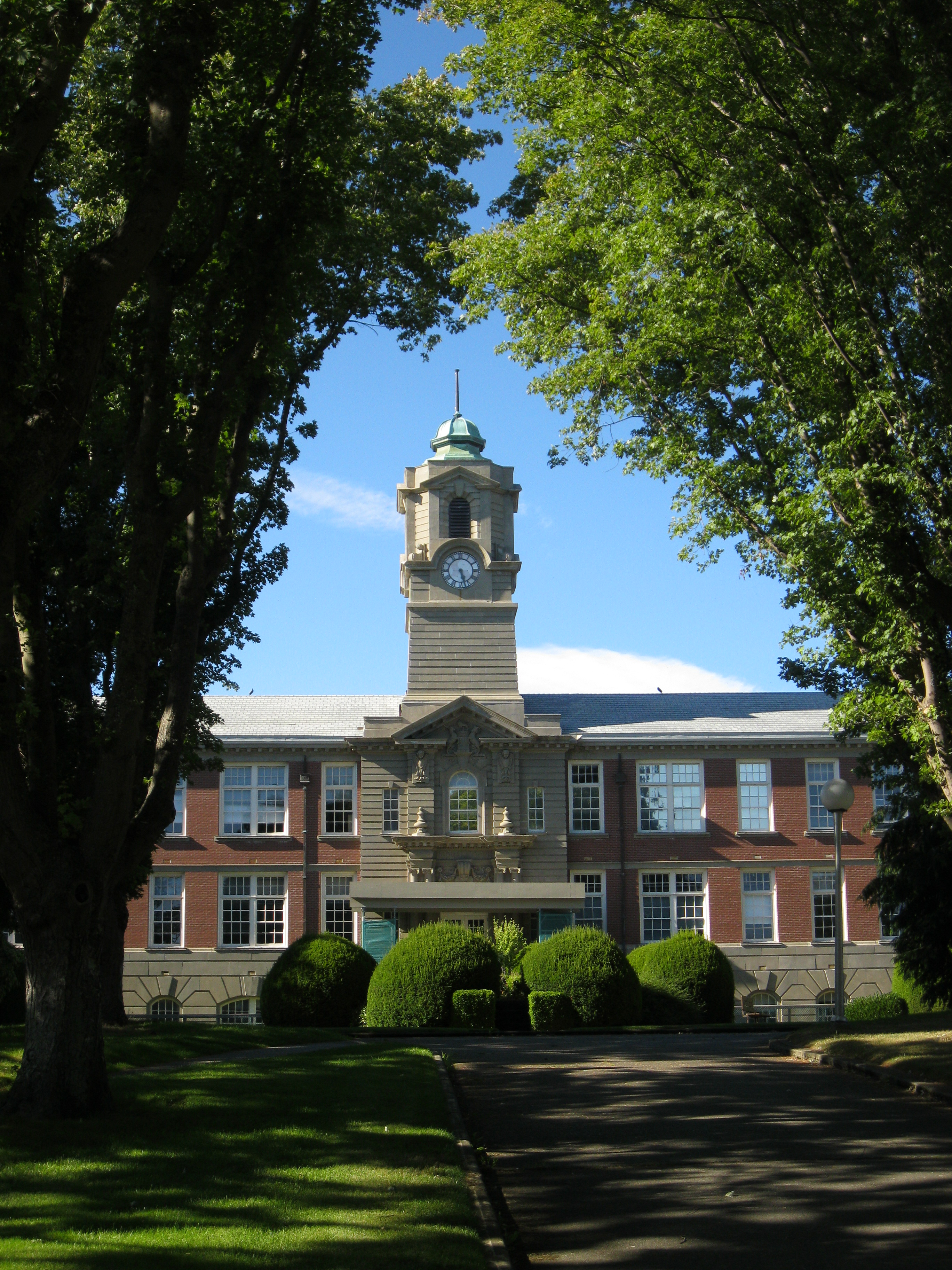
Universidade de Vitória.

O ensino superior na Colúmbia Britânica é oferecido por 25 instituições financiadas com recursos públicos, compostas por onze universidades, onze faculdades e três institutos. Isto é, além de três universidades privadas, cinco colégios privados e seis faculdades teológicas. Há também um grande número de institutos e faculdades de carreira particulares.
Em 2007, a população da Colúmbia Britânica ficou em 4 383 000. Aproximadamente 433 000 pessoas foram matriculadas em instituições públicas pós-secundárias durante o ano acadêmico de 2006-2007. Mais de 17 250 se identificaram como estudantes aborígines e aproximadamente 10 500 eram estudantes internacionais. No ano civil de 2011, 151 774 pedidos tiveram lugar através do BCcampus, uma organização financiada por fundos públicos cuja função é apoiar o ensino superior, proporcionando liderança na utilização das TIC (Tecnologias de Informação e Comunicação).
Cada uma das instituições pós-secundárias da província define os seus próprios requisitos de admissão. Geralmente, a graduação bem-sucedida do ensino médio, com os pré-requisitos acadêmicos necessários, é necessária para a admissão nos programas. Uma consideração especial pode ser dada a candidatos maduros, povos aborígines e pessoas com deficiência. Informações sobre admissões e pré-requisitos estão disponíveis no escritório do registrador de cada instituição. O ApplyBC.ca (antigo PASBC) era um portal de aplicativos para todo o sistema (desenvolvido pelo BCcampus) que permite que as pessoas solicitem a admissão.
Em 2015, o Ministério da Educação Avançada, Competências e Formação (AEST) iniciou um diálogo com o setor público pós-secundário para explorar uma plataforma de aplicação online comum para estudantes que se candidatam ao ensino público pós-secundário em BC, semelhante aos utilizados noutras jurisdições. O EducationPlannerBC substituiu o ApplyBC.ca como o novo portal comum de aplicativos online para Universidades na Columbia Britânica.
Universidades e faculdades públicas incluem: a Universidade da Colúmbia Britânica, Universidade de Simon Fraser, Universidade de Vitória, Universidade do Norte da Colúmbia Britânica, Universidade da Ilha de Vancouver, Instituto de Tecnologia da Colúmbia Britânica, Universidade Politécnica de Kwantlen, Universidade de Thompson Rivers, Universidade Emily Carr de Arte e Design,  Universidade Canada West, Universidade Royal Roads, Universidade Capilano, Universidade de Fraser Valley, Douglas College, Camosun College, Langara College, Selkirk College, College da Nova Caledônia e o College das Montanhas Rochosas.

## Transportes
O transporte desempenhou um papel enorme na história da Colúmbia Britânica. As Montanhas Rochosas e as cadeias a oeste delas constituíram um obstáculo significativo para viagens terrestres até a conclusão da ferrovia transcontinental em 1885. O desfiladeiro do Rio Peace, através das Montanhas Rochosas, era a rota que os primeiros exploradores e comerciantes de pele usavam. Rotas de comércio de pele foram apenas marginalmente usadas para acesso à Colúmbia Britânica através das montanhas. Viajar do resto do Canadá antes de 1885 significou a dificuldade de viajar por terra através dos Estados Unidos, ao redor do Cabo Horn ou do exterior da Ásia. Quase todas as viagens e cargas para a região ocorriam através do Oceano Pacífico, principalmente através dos portos de Vitória e New Westminster.
Até a década de 1930, a ferrovia era o único meio de viajar por terra de BC para o resto do Canadá. Viajantes usando veículos motorizados precisavam viajar pelos Estados Unidos. Com a construção da Rodovia Inter-Provincial em 1932 (agora conhecida como Crowsnest Pass Highway), e mais tarde a Rodovia Trans-Canadá, o transporte rodoviário evoluiu até que se tornou o modo mais popular de viajar de BC para o resto do Canadá.

### Transporte público

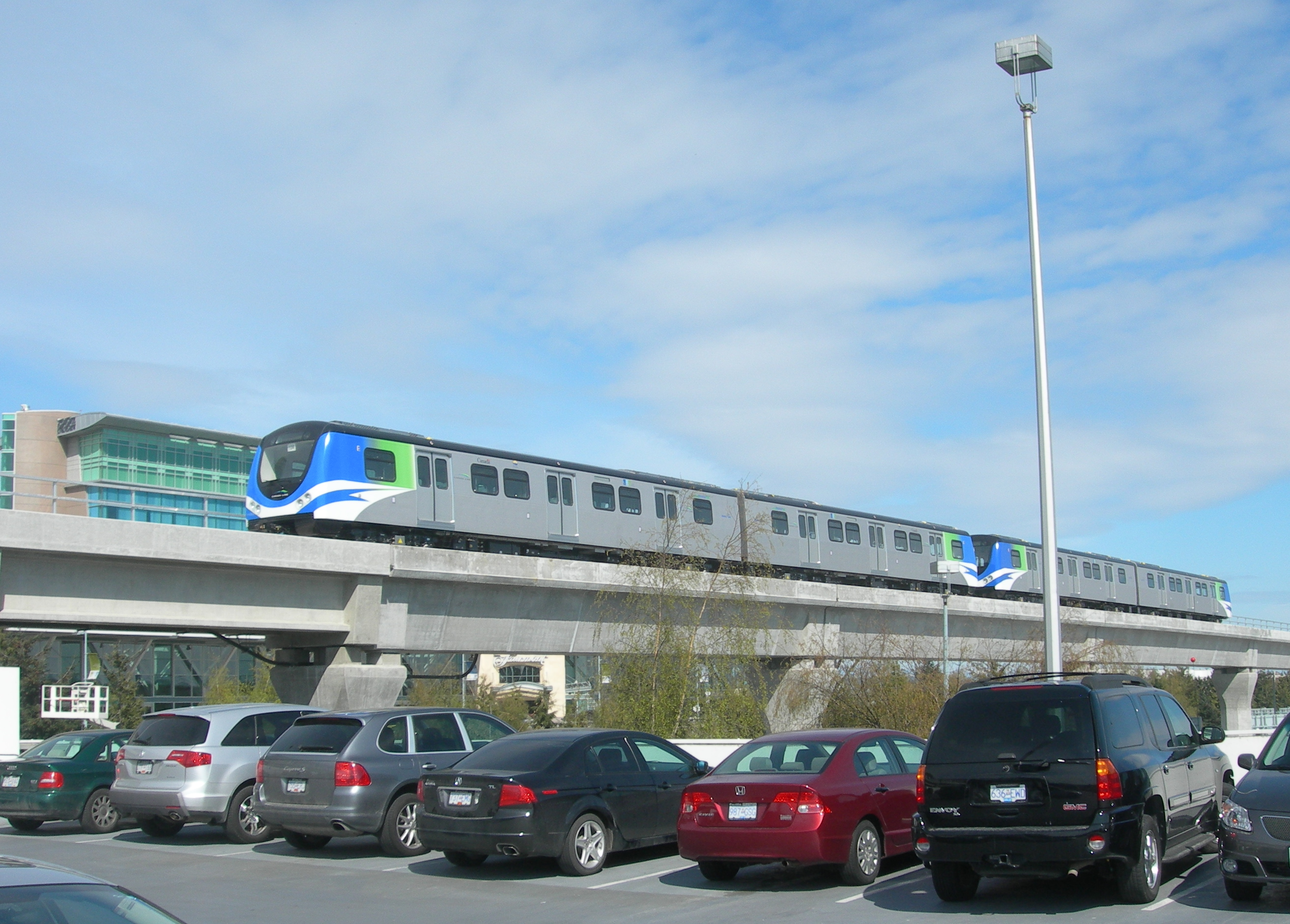
Canada Line do Skytrain sobre o aeroporto

Antes de 1979, o transporte público terrestre era administrado pela BC Hydro, a concessionária de eletricidade de propriedade da província. Posteriormente, a província estabeleceu o BC Transit para supervisionar e operar todos os sistemas municipais de transporte. Em 1998, a Autoridade de Transportes da Grande Vancouver (TransLink), agora chamada de Autoridade de Transporte da Costa Sul da Colúmbia Britânica, uma autoridade separada para rotas dentro do Distrito Regional da Grande Vancouver foi estabelecida. Algumas comunidades insulares menores, como Gabriola Island e, anteriormente, Pender Island operam rotas independentes da BC Transit ou da TransLink. A BC Transit expandiu-se recentemente para fornecer rotas interurbanas, particularmente na região norte da Columbia Britânica. Outras rotas intermunicipais foram introduzidas conectando comunidades do sul, isso na preparação do cancelamento e da retirada da empresa Greyhound Canada do oeste do Canadá, embora as opções para viagens de ônibus intermunicipais ainda sejam extremamente limitadas.

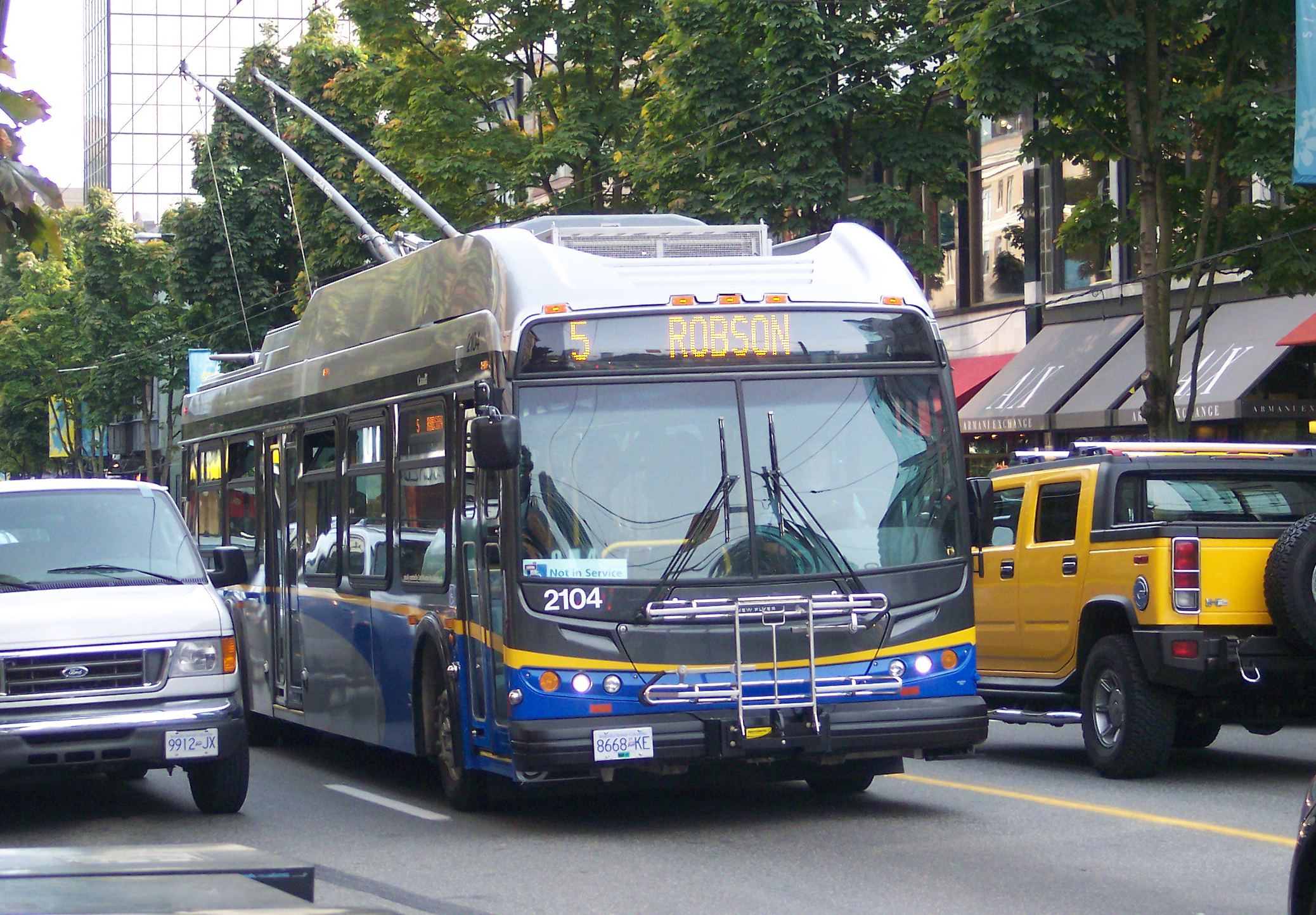
Um dos novos ônibus elétricos introduzidos em 2006

O transporte público na Colúmbia Britânica consiste principalmente em ônibus/autocarros a diesel, embora Vancouver também seja atendida por uma frota de tróleibus, que são veículos elétricos. Vários tipos de ônibus experimentais estão sendo testados, como os ônibus híbridos que possuem motores a gasolina e elétricos. Além disso, há ônibus alimentados a GNV sendo testados e usados nos sistemas de Nanaimo e Kamloops. A Colúmbia Britânica também testou uma frota de ônibus movidos a hidrogênio para os Jogos Olímpicos de Inverno de Vancouver-Whistler em 2010. A TransLink opera o SkyTrain, um sistema de metrô automatizado que atende as cidades de Vancouver, Burnaby, New Westminster, North Surrey e Richmond. Em 2009, a Canada Line SkyTrain foi concluída, ligando o Aeroporto Internacional de Vancouver e a cidade de Richmond ao centro de Vancouver, elevando o total para três linhas de metrô em operação.
Uma nova linha para Coquitlam e Port Moody (a Extensão Evergreen da Linha do Milênio) foi concluída em dezembro de 2016. Há planejamento para uma extensão da Linha do Milênio através da cidade de Vancouver para a Universidade da Colúmbia Britânica. Torniquetes foram adicionados a todas as estações existentes no sistema. No passado, o SkyTrain usava um sistema de garantia de pagamento. Na cidade capital Vitória, o BC Transit e o Ministério de Infraestrutura do Governo Provincial estão trabalhando juntos para criar um transporte rápido de ônibus das comunidades de Westshore para o centro de Vitória. Em Kamloops, há um estudo de GPS de trânsito rápido para ônibus em andamento para ver como o transporte rápido de ônibus afeta cidades menores, em vez de cidades maiores, como Vitória e Vancouver.

### Rodovias

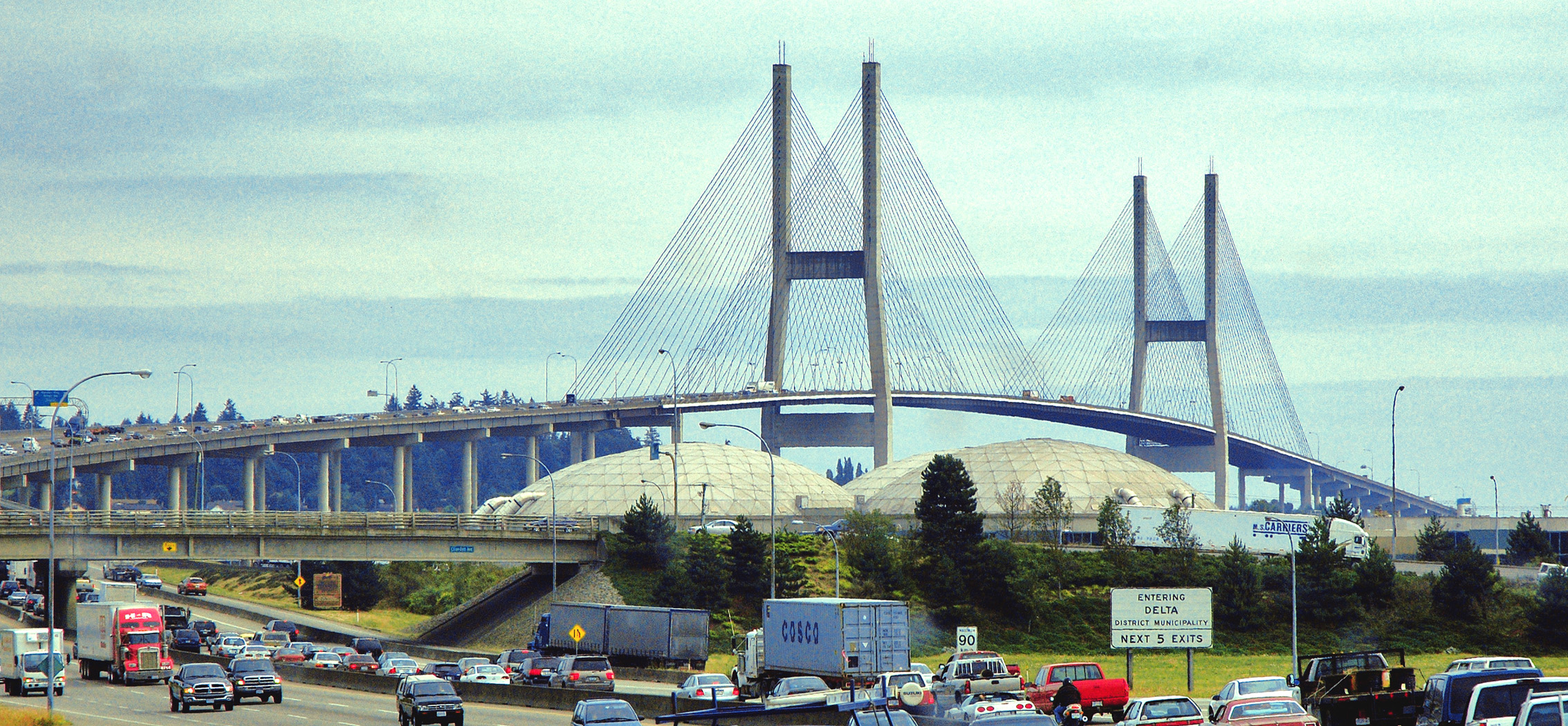
Ponte Alex Fraser na Rodovia 91 entre Richmond e Delta

Devido ao seu tamanho e topografia variada e resistente, a Columbia Britânica exige que milhares de quilômetros de rodovias provinciais conectem suas comunidades. Os sistemas rodoviários da Colúmbia Britânica eram notoriamente mal conservados e perigosos até que um programa concentrado em melhorias foi iniciado nas décadas de 1950 e 1960. Existem agora autoestradas na Grande Vitória, no Baixo Interior e no Interior Central da província. Grande parte do resto da província, onde os volumes de tráfego são geralmente baixos, é acessível por autoestradas arteriais de duas faixas de alta mobilidade e bem conservadas com faixas adicionais de passagem em áreas montanhosas e geralmente apenas algumas interseções controladas por batentes fora das principais áreas urbanas.

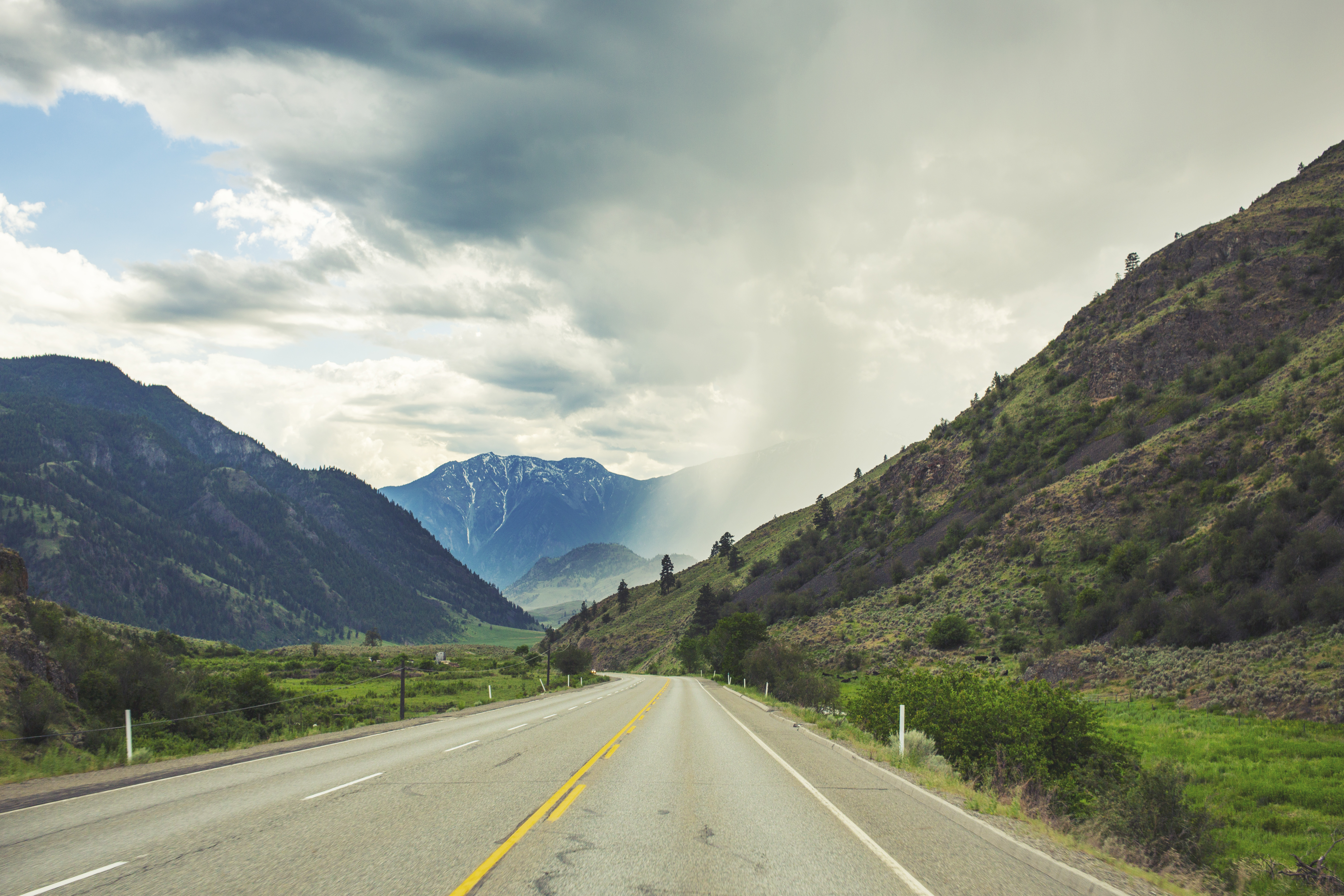
Rodovia BC 3

Um par de corredores interurbanos movimentados fora da Grande Vancouver apresentam vias arteriais com mobilidade limitada, mais fortemente sinalizadas, que são na sua maioria de quatro faixas e frequentemente divididas por barreiras de tráfego portáteis. A Rodovia 1 na Ilha de Vancouver e a Rodovia 97 pelo Vale Okanagan são rodovias de médio a alto volume de tráfego, com velocidades fixas variáveis que variam de 50 km/h até máximas inferiores às principais rodovias separadas por grau. Numerosos semáforos operam no lugar de intercâmbios em ambas as artérias como medidas de redução de custos a longo prazo. A sinalização ao longo dessas rodovias é mais pesada em áreas urbanas e em seções interurbanas, onde os volumes de tráfego são semelhantes e às vezes superiores às de rodovias, e onde não há financiamento para atualizações de intercâmbios ou construção de rotas ou desvios alternativos de alta mobilidade. A construção e manutenção das rodovias da província é de responsabilidade do Ministério de Transporte e Infraestrutura da Colúmbia Britânica.
Existem apenas cinco rotas principais para o resto do Canadá. Do sul ao norte estão a Rodovia BC 3, passando pela Crowsnest Pass, pela Vermilion Pass (Rodovia 93 na Colúmbia Britância e em Alberta), a Kicking Horse Pass, esta última usada pela Rodovia Trans-Canada que entra em Alberta pelo Parque Nacional Banff, a Rodovia Yellowhead (16) pelo Parque Nacional Jasper e a Rodovia 2 até Dawson Creek. Há também várias passagens de rodovia para os estados americanos adjacentes de Washington, Idaho e Montana. A rodovia mais longa é a Rodovia 97, que percorre 2 081 quilômetros da fronteira entre a Colúmbia Britânica e Washington, no norte de Osoyoos, até Watson Lake no Yukon, e que inclui a parte da Colúmbia Britânica na Rodovia do Alasca.

### Ferrovias

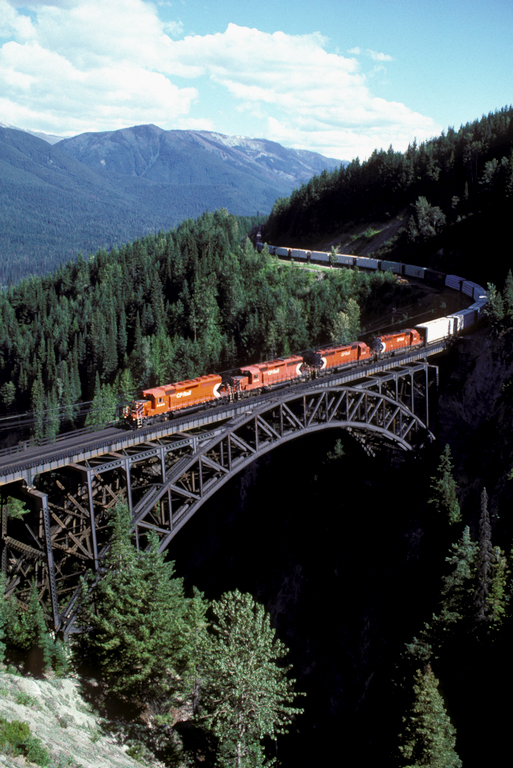
CPR Tran atravessando a Ponte de Stoney Creek

O desenvolvimento ferroviário expandiu-se grandemente nas décadas após a conclusão da Canadian Pacific Railway, em 1885, e foi o principal modo de transporte terrestre a longa distância até a expansão e melhoria do sistema de rodovias provinciais ter começado na década de 1950. Duas rotas principais através da Yellowhead Pass competiam com a Canadian Pacific Railway, a Grand Trunk Pacific, que terminava em Prince Rupert, e a Canadian Northern Railway, que terminava em Vancouver.
A British Columbia Electric Railway forneceu serviços ferroviários em Vitória e Vancouver entre o século XIX e meados do século XX.
A linha Pacific Great Eastern complementou este serviço, fornecendo uma rota norte-sul entre as comunidades de recursos interiores e a costa. O Pacific Great Eastern (mais tarde conhecido como British Columbia Railway e atualmente propriedade da Canadian National Railway) conecta Fort St James, Fort Nelson e Tumbler Ridge com North Vancouver. A E & N Railway, renomeada como Southern Railway (Ferrovia do Sul) da Ilha de Vancouver, anteriormente servia os mercados de trens comerciais e de passageiros da Ilha de Vancouver. O serviço ao longo da rota é agora mínimo. A Ilha de Vancouver também foi sede da última ferrovia madeireira na América do Norte até o seu fechamento em 2017.
Os atuais serviços de passageiros na Columbia Britânica são limitados. A VIA Rail Canada opera seis trens de longa distância em duas linhas. Os serviços locais são limitados a duas regiões, com a TransLink fornecendo serviços de trânsito rápido e comutador no Lower Mainland e pelo Seton Lake Indian Band South de Lillooet com o Kaoham Shuttle. A Amtrak oferece serviço internacional de passageiros entre Vancouver, Seattle e pontos intermediários.
Diversas ferrovias da Heritage operam dentro da província, incluindo as rotas White Pass e Yukon, que correm entre o Alasca e o Yukon, pela Colúmbia Britânica.

### Hidrovias

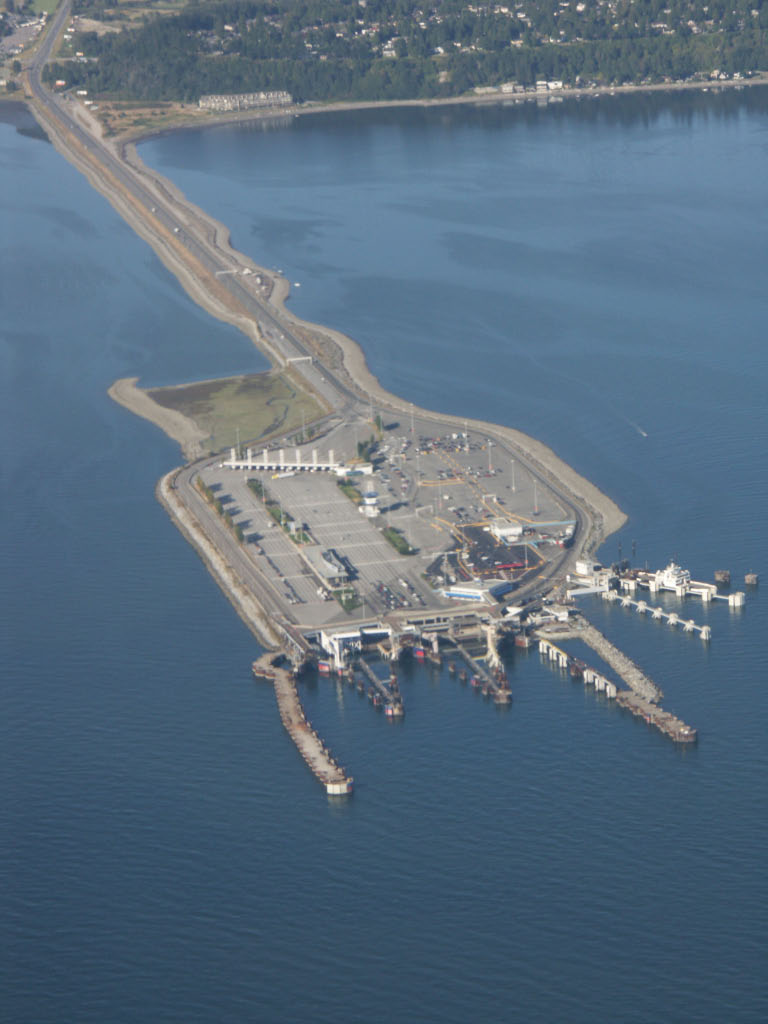
Terminal de balsas de Tsawwassen

A BC Ferries (empresa de balsas e barcos) foi estabelecida como uma corporação provincial em 1960 para fornecer serviços de transporte de passageiros e veículos entre a Ilha de Vancouver e o Baixo Interior como uma alternativa mais barata e confiável para o serviço operado pela Canadian Pacific Railway e outros operadores privados. Atualmente opera 25 rotas entre as ilhas da Colúmbia Britânica, bem como entre ilhas e o continente. O serviço de balsa para Washington é oferecido pela Washington State Ferries (entre Sidney e Anacortes) e Black Ball Transport (entre Vitória e Port Angeles em Washington). O serviço de balsa sobre os lagos e rios do interior é fornecido pelo governo da província. Várias outras balsas costeiras são operadas de forma privada.
O transporte marítimo comercial é de vital importância. Os principais portos estão em Vancouver, Roberts Bank (perto de Tsawwassen), Prince Rupert e Vitória. Destes, o Porto de Vancouver é o mais importante, sendo o maior do Canadá e o mais diversificado da América do Norte.
Vancouver, Vitória e Prince Rupert também são importantes portos de escala para navios de cruzeiro. Em 2007, um grande porto marítimo de contêineres foi aberto em Prince Rupert com um porto de triagem no interior de Prince George.

### Transporte aéreo
Existem mais de 200 aeroportos em toda a Colúmbia Britânica, sendo os principais o Aeroporto Internacional de Vancouver, o Aeroporto Internacional de Vitória, o Aeroporto Internacional de Kelowna e o Aeroporto Internacional de Abbotsford, os primeiros três dos quais serviram mais de 1 000 000 de passageiros em 2005. O Aeroporto Internacional de Vancouver é o segundo aeroporto mais movimentado do país e o segundo maior portão internacional na costa oeste (depois de Los Angeles), com uma estimativa de 17,9 milhões de viajantes em 2008.